# Llista de cornamuses
La denominació de cornamusa aplega un gran nombre d'instruments que, malgrat diferències importants quant a afinació, construcció, morfologia, etc. mentenen unes característiques essencials comunes.
Són, tots ells, instruments aeròfons que produeixen un so constant i mantingut. Ja sigui bufant o mitjançant una manxa, l'aire arriba a una bossa que el braç de l'instrumentista prem i fa que l'aire entri als tubs -més d'un en la majoria de tipologies de cornamuses- de manera constant. En tots els casos el so és produix per llengüetes o canyes que tant poden ser simples com dobles, segons el tipus concret de cornamusa.
La visibilitat dels diferents tipus de cornamuses és molt diversa. Més enllà de la difusió que l'Imperi Britànic va donar a la Great Highland Bagpipe i de la que la vitalitat de la música celta ha donat a la Uilleann pipes, elements relatius a l'arrelament social o la difusió comercial de les músiques de les diferents regions que compten amb cornamuses pròpies, són els que expliquen la vigència més o menys gran d'aquests instruments propis d'àmplies zones d'arreu d'Europa, Magrib, Golf Pèrsic i el Caucas.

## Europa occidental

### Gran Bretanya
- Great Highland Bagpipe (gran cornamusa de les terres altes): el tipus de cornamusa més conegut arreu del món, la cornamusa de les terres altes d'Escòcia.
- Petita cornamusa de Northumbria, Northumbrian smallpipes: una cornamusa petita amb un grall de final tapat que es toca en staccato.
- Cornamusa de les terres baixes, anomenada també Border pipes; sovint es confon amb el tipus anterior però sona força més fort. Es toca a les Terres Baixes d'Escòcia i també a Anglaterra, prop de la frontera amb Escòcia. És de perforació cònica i sona amb un timbre similar al primer tipus, però aquesta és totalment o parcialment cromàtica.
- Petita cornamusa escocesa, Scottish smallpipes: una reinterpretació moderna d'un instrument extingit. Va ser Colyn Ross i altres que el van idear derivant-lo de la cornamusa de Northumbria.
- Cornamusa de Cornualla: un tipus de cornamusa extinguida, amb doble grall; s'han fet intents de recuperar-la a partir de descripcions literàries i iconogràfiques.[1]
- Cornamusa gal·lesa (en gal·lès:pibe cyrn, pibgod). N'hi ha de dos tipus; un és descendent dels pibgorn, i l'altre es basa en el Veuze bretó; tots dos es bufen amb la boca i tenen un bordó.
- Cornamusa pastoral: tot i que no se sap ben bé l'origen d'aquesta cornamusa amb grall que pot tenir o no claus, i amb un bordó sempre amb claus (reguladors), el seu desenvolupament va donar lloc a la cornamusa Uilleann.
- Cornamusa anglesa: Amb l'excepció de la "petita cornamusa de Northumbria, no hi ha cap cornamusa anglesa que hagi mantingut una tradició ininterrompuda. Tot i això, els entusiastes intenten reconstruir diversos tipus de cornamuses angleses basant-se en descripcions i representacions, però sense cap prova física.

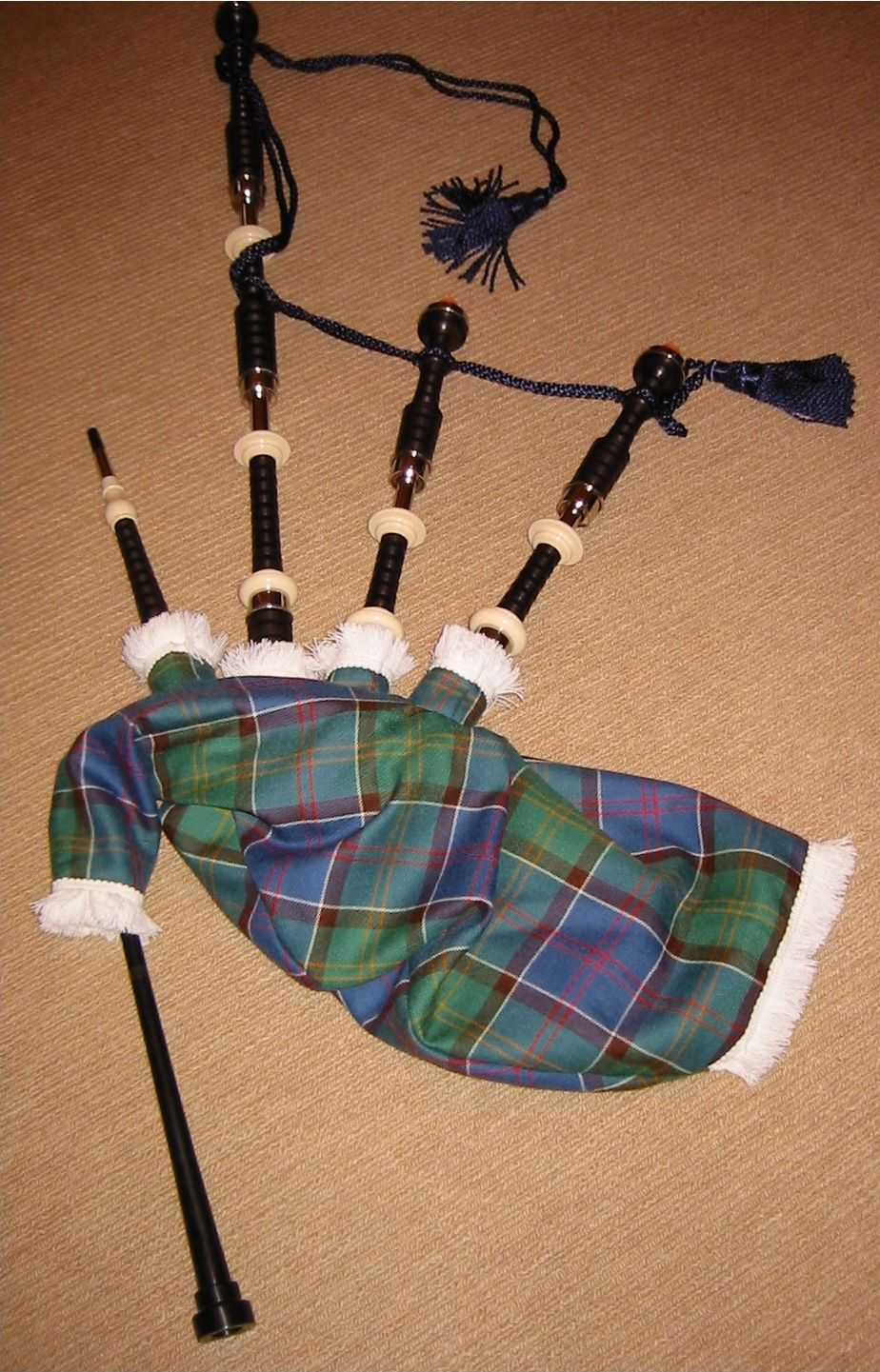
Great Highlands Bagpipe, cornamusa de les terres altes d'Escòcia
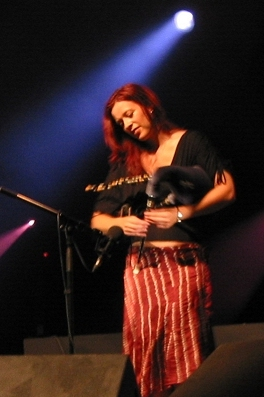
Northumbrian smallpipe; petita cornamusa de la regió de Northumbria
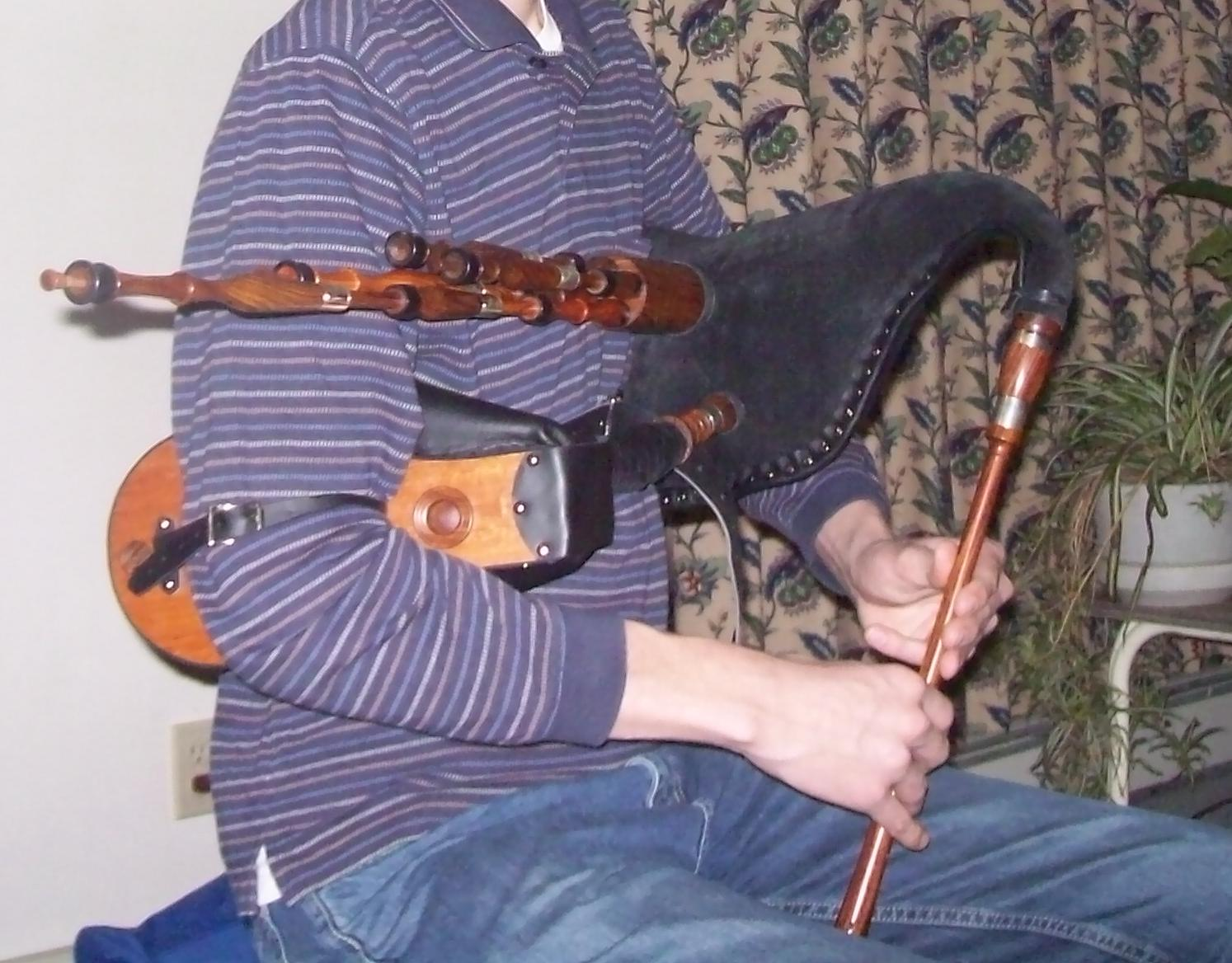
Petita cornamusa escocesa
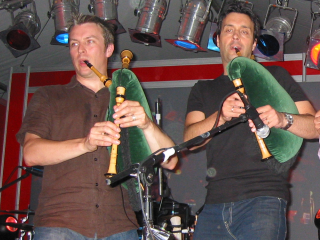
Cornamusa gal·lesa (Welsh bagpipes)
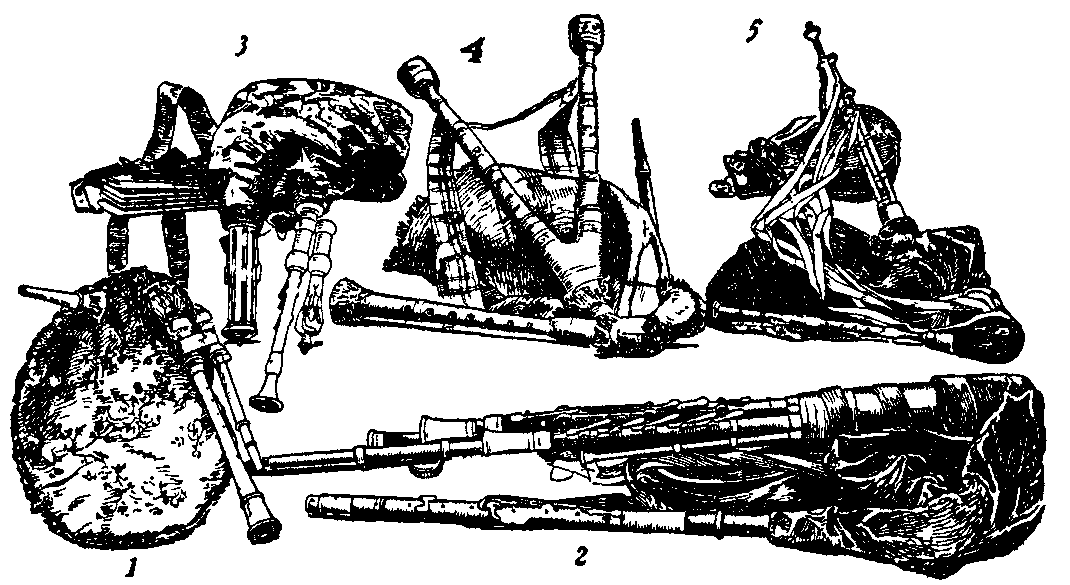
Cornamusa irlandesa (2), musette (3), cornamusa de les terres altes (4) Zetland bagpipes
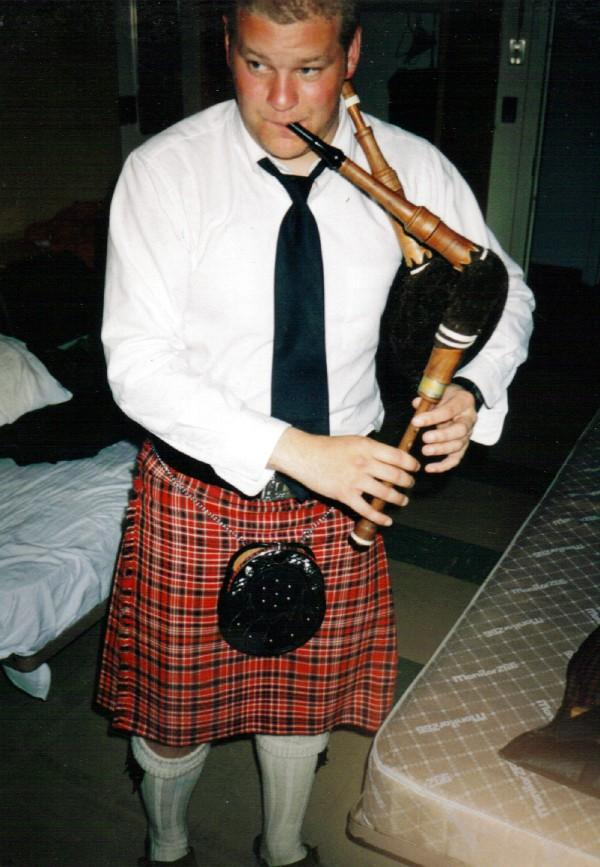
Zetland bagpipes

### Irlanda
- Cornamusa Uilleann, o Uilleann pipes: És una cornamusa que sona amb manxes; el grall a vegades té claus, però no sempre, i el bordó sí que en té (reguladors). És el tipus de cornamusa més freqüent en la música tradicional irlandesa.
- Gran cornamusa irlandesa de guerra, Great Irish Warpipes: La feien servir la majoria dels regiments irlandesos de l'exèrcit britànic fins a finals dels 1960 que es va imposar com al tipus estàndard la gran cornamusa de les terres altes. La cornamusa de guerra es caracteritzava per tenir només un bordó tenor.
- Cornamusa Brian Boru: és la que feien servir els "Royal Inniskilling Fusiliers" irlandesos, dins de l'exèrcit britànic; tenia tres bordons, un dels quals un baríton, afinat entre els tenor i el baix. A diferència de la gran cornamusa de les terres altes, el seu grall té claus la qual cosa permet un espectre tonal molt més ample.
- Cornamusa pastoral: Tot i que l'origen exacte d'aquesta cornamusa de grall amb claus o sense i de bordó amb claus és incert, es va desenvolupar fins a donar lloc a la cornamusa Uilleann.

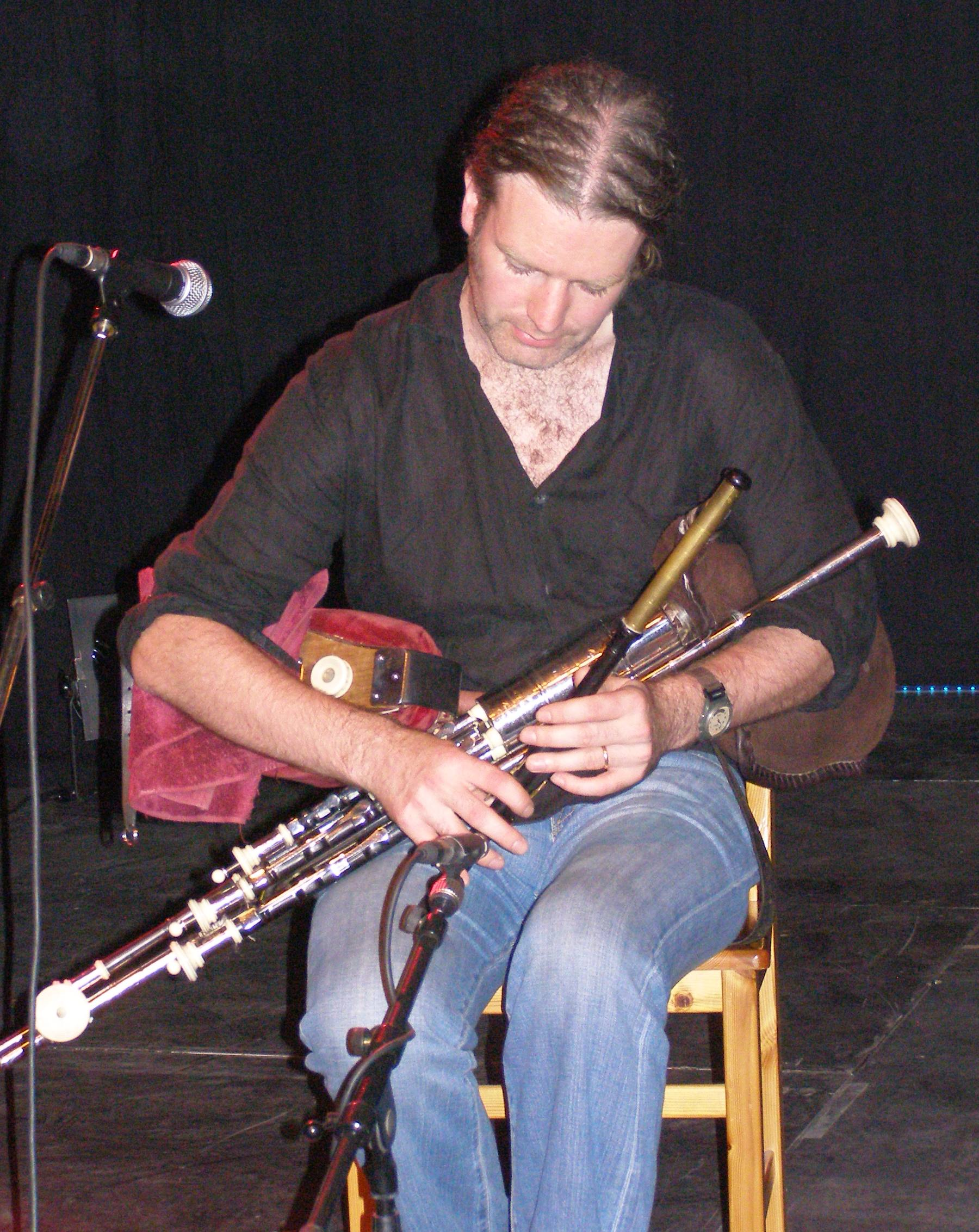
Uillean pipes
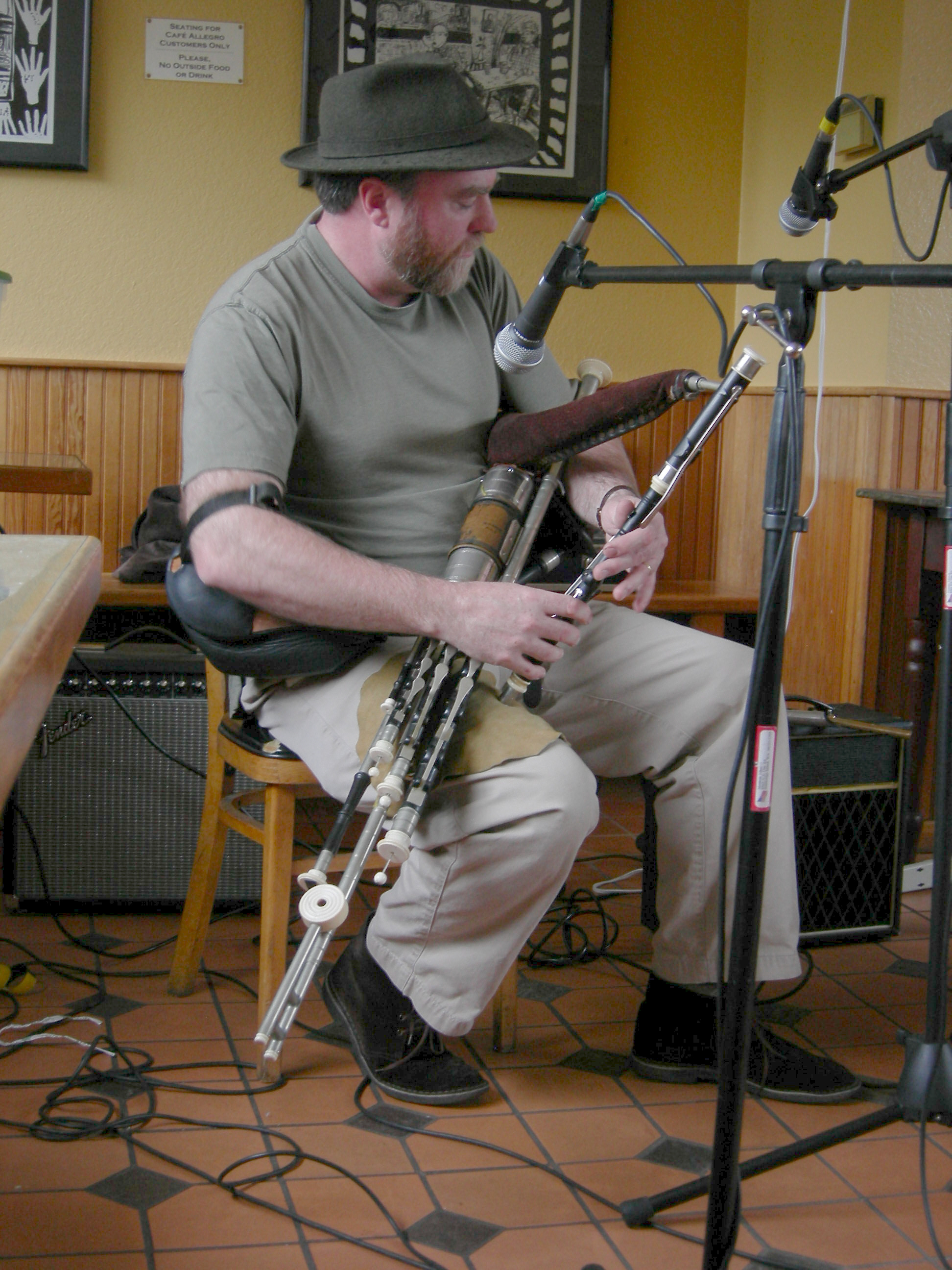
Irish pipes; cornamusa irlandesa

### França
- Musette de cort, musette de cour: és un avantpassat francès de la cornamusa e Northumbria, i que s'ha fet servir tant a la música tradicional com en composicions de la cort francesos datades al segle xviii.
- Biniou o bé biniou koz (cornamusa en el vell estil): és una cornamusa de Bretanya bufada amb la boca. És la cornamusa més coneguda de França. En aquesta regió també s'utilitza la Great Highland bagpipe en les bandes itinerants anomenades "bagadou" i la denominen "biniou braz" (gran cornamusa).
- Veuze, és la cornamusa del departament de Vendée, al centre oest de França; té similituds amb la Gaita gallega.
- Cabrette, que es toca a l'Alvèrnia, una regió del centre de França.
- Chabrette o chabretta, que es toca al Llemosí, al nord d'Occitània,
- Bodega, que és cornamusa pròpia del Llenguadoc, i que està feta amb una pell de cabra sencera.
- Boha, es toca a la Gascunya.
- Caramusa, és la cornamusa de Còrsega. És molt semblant a la boha gascona.
- Musette bressane, o musette de Bresse, una regió a l'est de França.
- Cornamusa del centre o musette del centre; és la denominació de tipus diversos de cornamuses –amb afinacions també diverses- que es toquen a les regions del centre de França. Es troba a les regions de Bourbonnais, Berry i Morvan.
- Chabrette poitevine; és la cornamusa pròpia de la regió de Poitou, però és molt poc habitual.
- Sac de gemecs; es toca a la Catalunya Nord. També a Andorra, on reb el nom de buna.

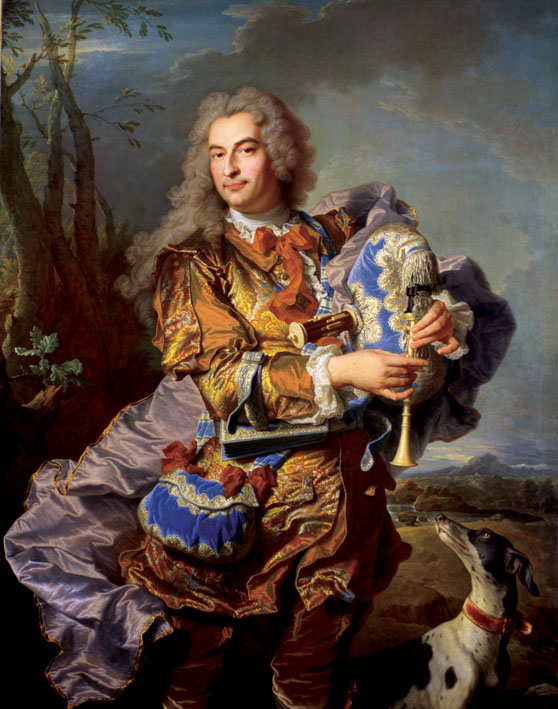
"Gaspard de Gueidan tocant la musette [de cort]" per Hyacinthe Rigaud, 1738.
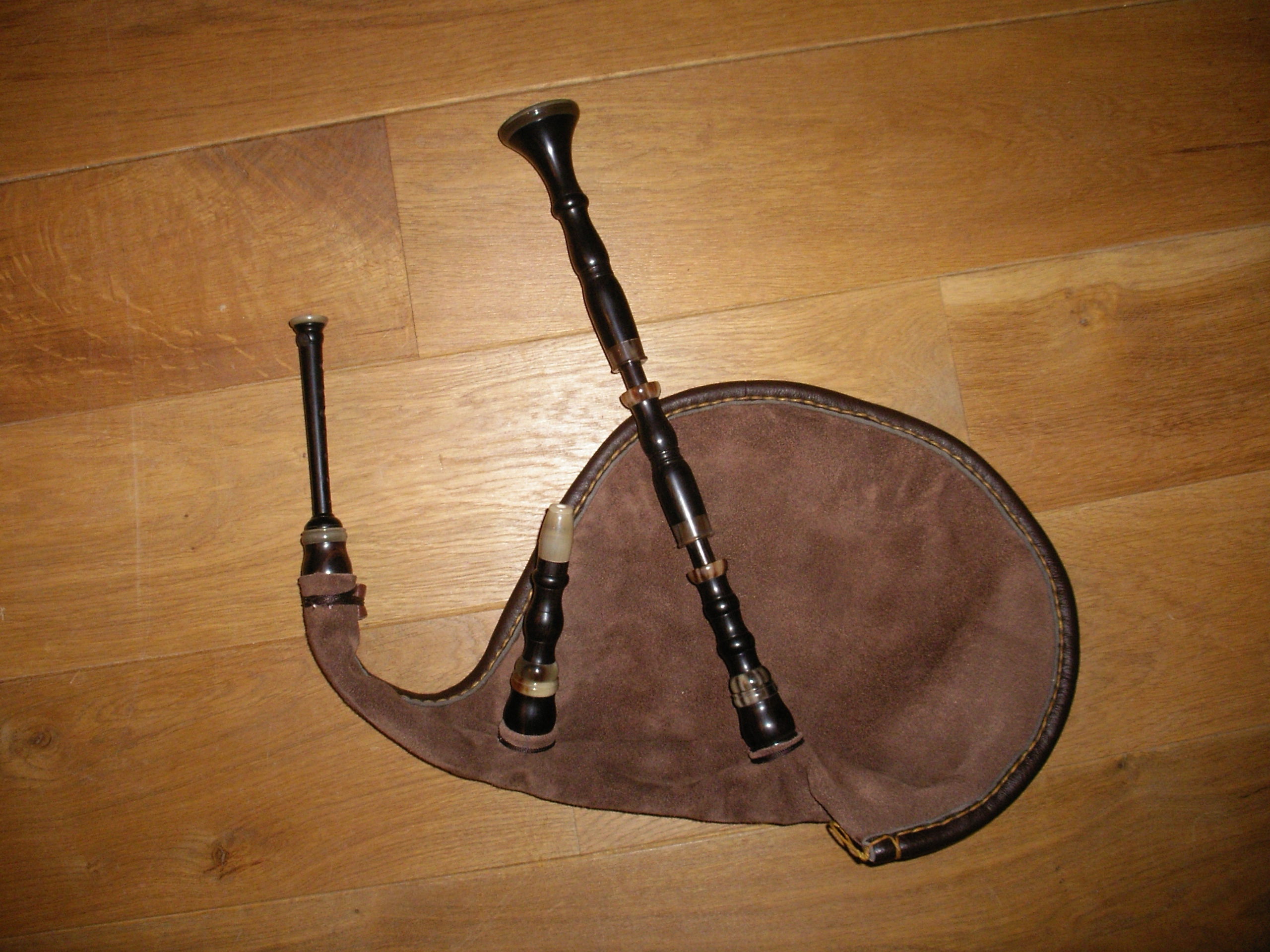
Un biniou kozh de Bretanya
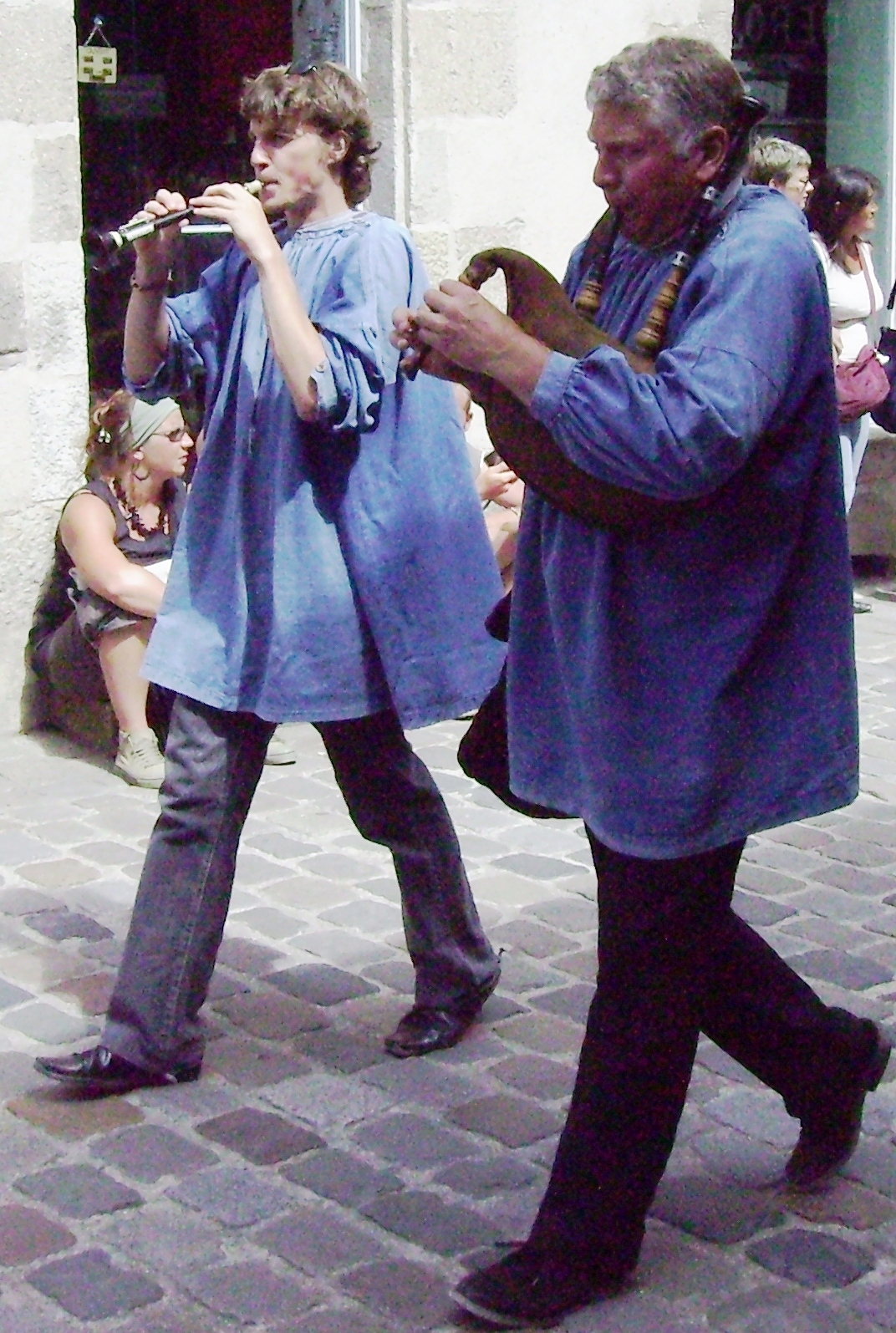
Bombarda i biniou kozh
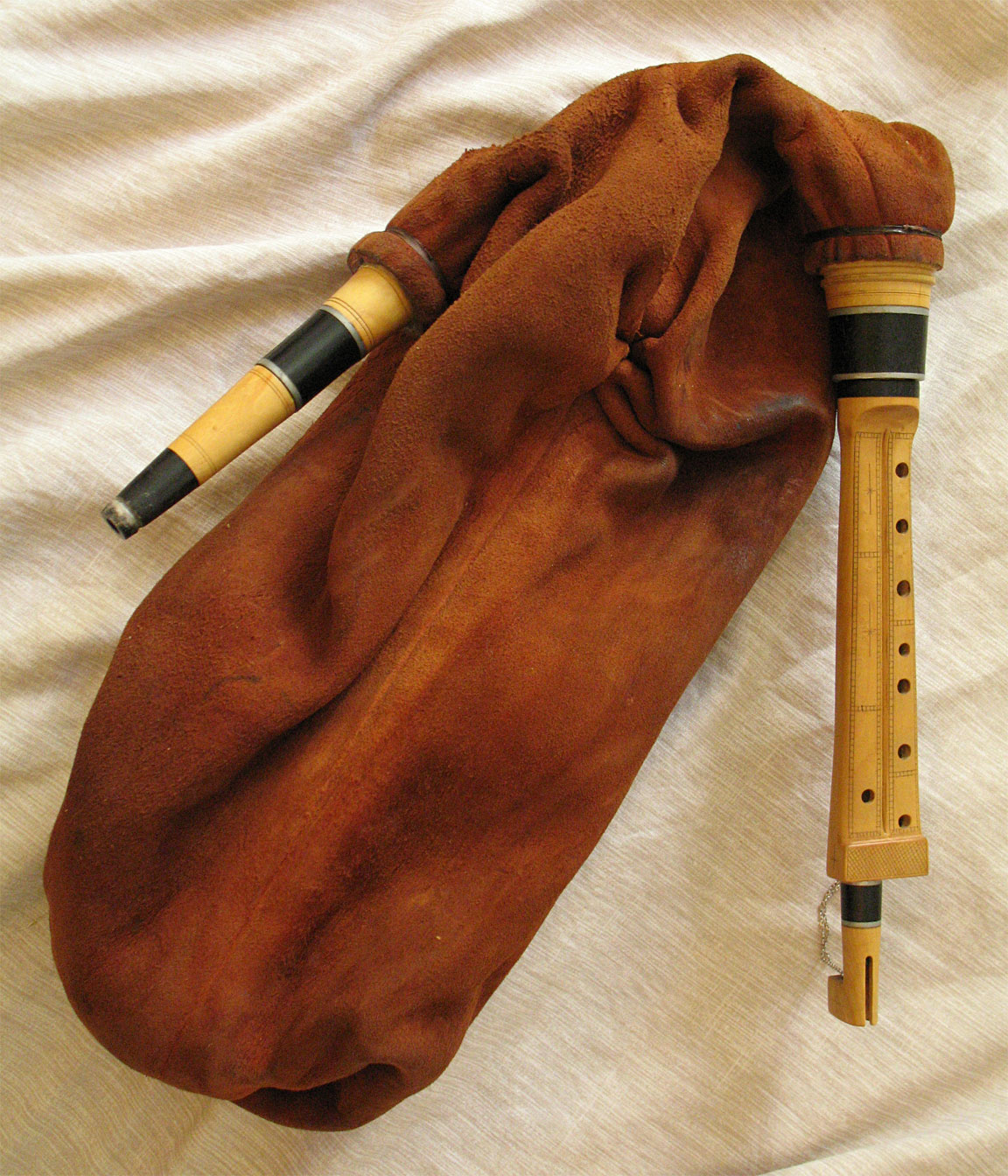
Una boha gascona
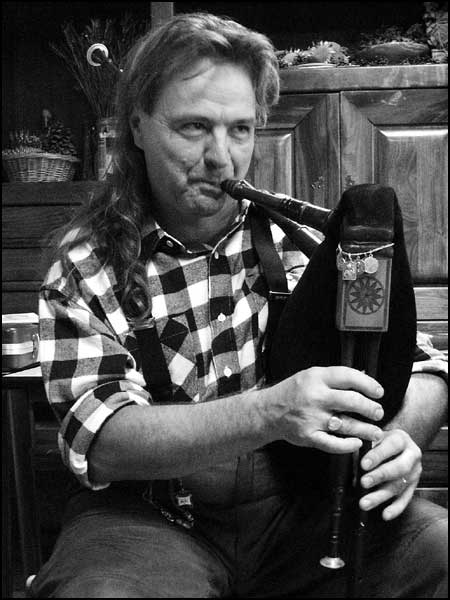
Musette del centre

### Països Baixos i Bèlgica

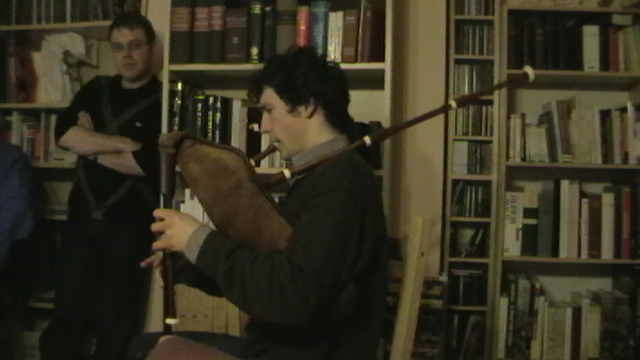
Pupsak, cornamusa de Valònia (Bèlgica)

- Doedelzak/pijpzak: es toca a Flandes i als Països Baixos. Aquest tipus de cornamusa és coneguda sobretot per les pintures de Pieter Brueghel el Vell; és un instrument que es va extingir però que s'ha recuperat a finals del segle xx.
- Muchosa o muchosac: s'utilitza a la regió de l'Hainaut, a Valònia, al sud de Bèlgica

### Alemanya
- Dudalsack. Una cornamusa alemanya amb dos bordons i un grall. També s'anomena Schäferpfeife o Sackpfeife (nominalment idèntic al "Bagpipe" anglès). A vegades els dos bordons encaixen dins d'una mateixa peça i no reposen sobre l'espatlla de l'intèrpret sinó que estan units a la part anterior del sac o bot.
- Mittelaltersackpfeife (cornamusa medieval): és la reconstrucció de la cornamusa de l'edat mitjana a partir de les descripcions de Michael Praetorius i de pintures i gravats d'Albert Durer, entre d'altres. Mentre que l'exterior s'ha reconstruït a partir d'aquestes fonts, l'interior i el so sovint s'assemblen força més a la Gran Cornamusa Escocesa de les Terres Altes (Great Highland Bagpipe). Normalment està afinada en la menor i la fan servir, sobretot, els grups especialitzats en la interpretació de música medieval. És freqüent veure-la en festival i mercats medievals.
- Huemmelchen, és una cornamusa petita amb l'aparença d'una cornamusa medieval de petites dimensions o un Dudelsack. El so és similar al de la cornamusa Uilleann (Uilleann pipes).

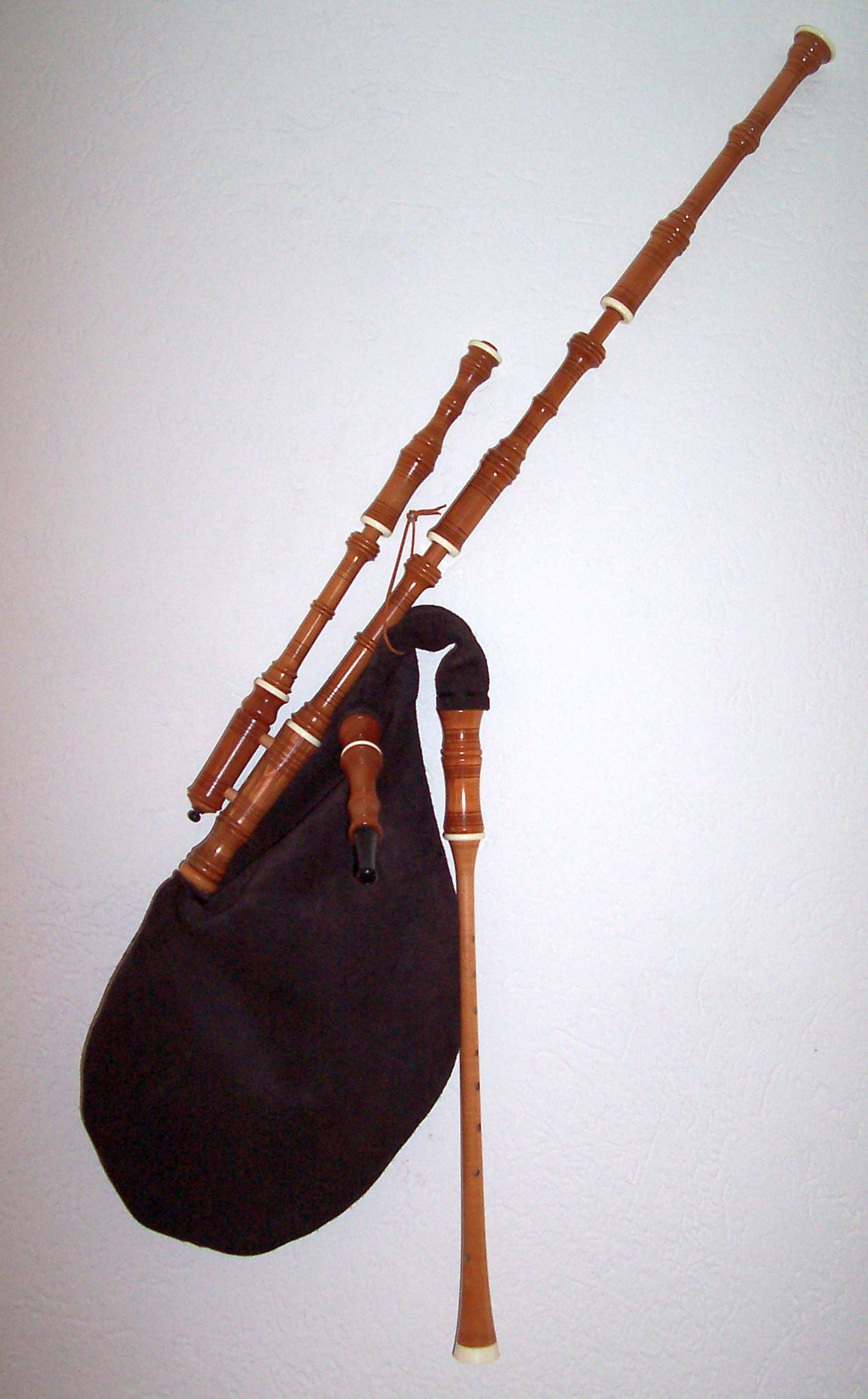
Schäferpfeife (literalment cornamusa de pastor) d'Alemanya
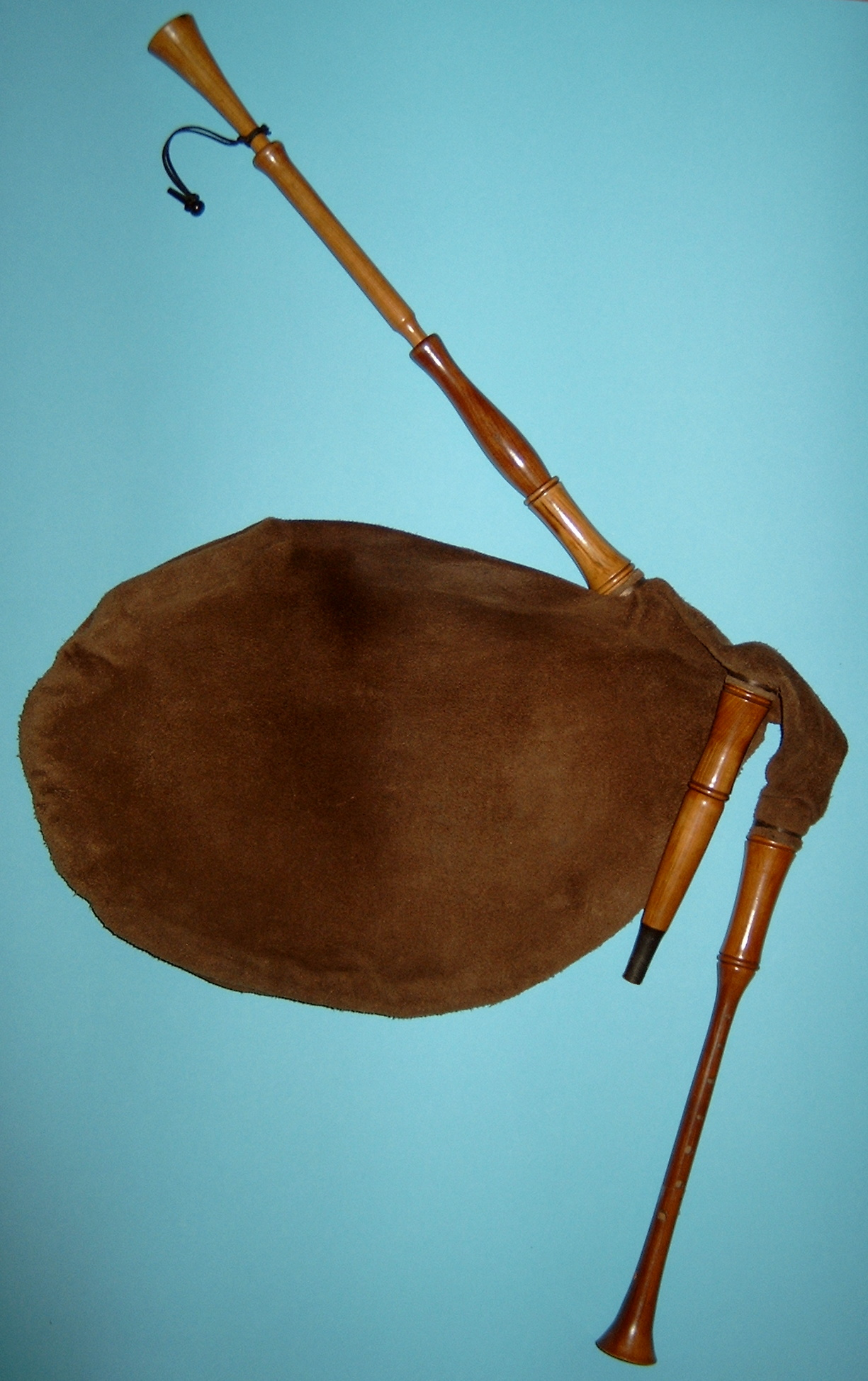
Schäferpfeife

### Suïssa
- Schweizer Sackpfeife (Cornamusa suïssa): A Suïssa, el Sackpfeife era un instrument comú en la seva música tradicional des de l'edat mitjana fins a començaments del segle xviii, documentat tant a la iconografia com a les fonts escrites. Tenia un bordó o dos i un grall amb canya doble. A part, "Sackpfeife" també és la denominació genèrica de "cornamusa" en alemany.

### Àustria
- Bock (literalment boc): una cornamusa amb manxes i amples campanes al final del bordó únic i del grall.

## Europa del Nord

### Suècia
- Säckpipa és a la vegada la denominació genèrica de cornamusa en suec i el nom específic del tipus de cornamusa propi de Suècia. A la primera meitat del segle xx estava molt a prop de la seva extinció. Té un tub cilíndric i una canya simple i un únic bordó afinat exactament a la mateixa altura que la nota més greu del grall.

### Estònia
- Torupill: és una cornamusa tradicional d'Estònia, amb un grall amb llengüeta simple i un nombre de bordons que oscil·la entre un i tres. MP3 Arxivat 2007-02-04 a Wayback Machine.

### Finlàndia
- Säkkipilli: La cornamusa finlandesa va desaparèixer però ha estat recuperada per músics com Petri Prauda.

### Lituània
- Sekminių ragelis: una cornamusa pròpia de Lituània.
- Labanora duda: també de Lituània, concretament de la regió de Labanoro.

### Letònia
- Dūdas: la cornamusa letona, amb un grall amb llengüeta simple i un sol bordó.

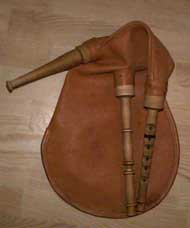
Säckpipa construïda per Leif Eriksson
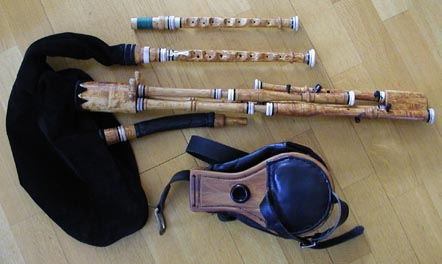
Säckpipa de Suècia

## Europa central i oriental

### Txèquia, Eslovàquia, Hongria, Croàcia, Romania i Ucraïna
- Volynka (en ucraïnès Волинка, en rus Волынка): És una cornamusa eslava. Etimològicament el nom provés de la regió de Voyn, a Ucraïna en la qual era popular.
- Dudy, que també es coneix amb el nom alemany de "bock". És una cornamusa de la República Txeca dotada de manxes, amb un bordó molt llarg i un grall que es corba cap al final.
- Gajdy és la cornamusa eslovaca.
- Cimpoi és la cornamusa romanesa, que té un sol bordó i un grall recte, i que dona un so menys estrident que els seus parents balcànics.
- Duda o bé Magyar duda, és a dir duda hongaresa, també es coneix amb els noms de tömlősíp, bőrduda i [[duda croata]]) té un grall doble (dos tubs paral·lels practicats en un mateix bloc de fusta; de fet les versions de Croàcia en tenen tres o fins i tot quatre) dotats de llengüeta simple. El bordó és greu i simple. És un exemplar típic del gran grup de cornamuses que es toquen a la conca dels Carpats.

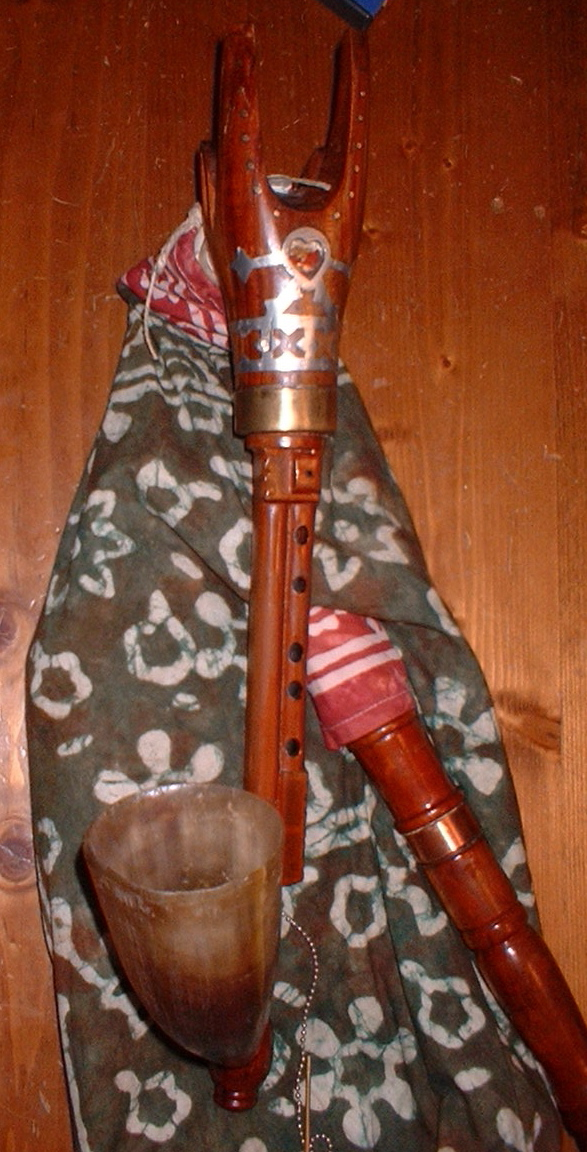
Duda d'Hongria
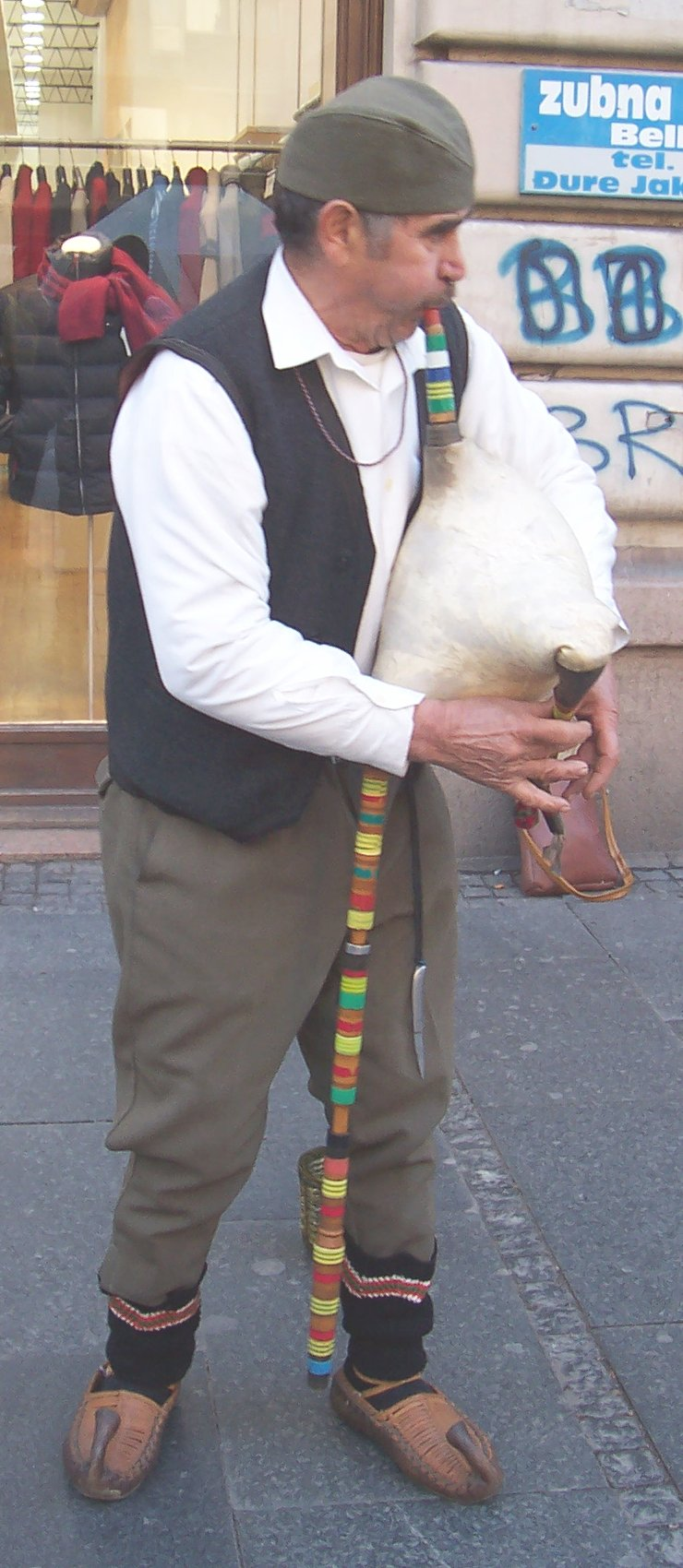
cornamusaire serbi
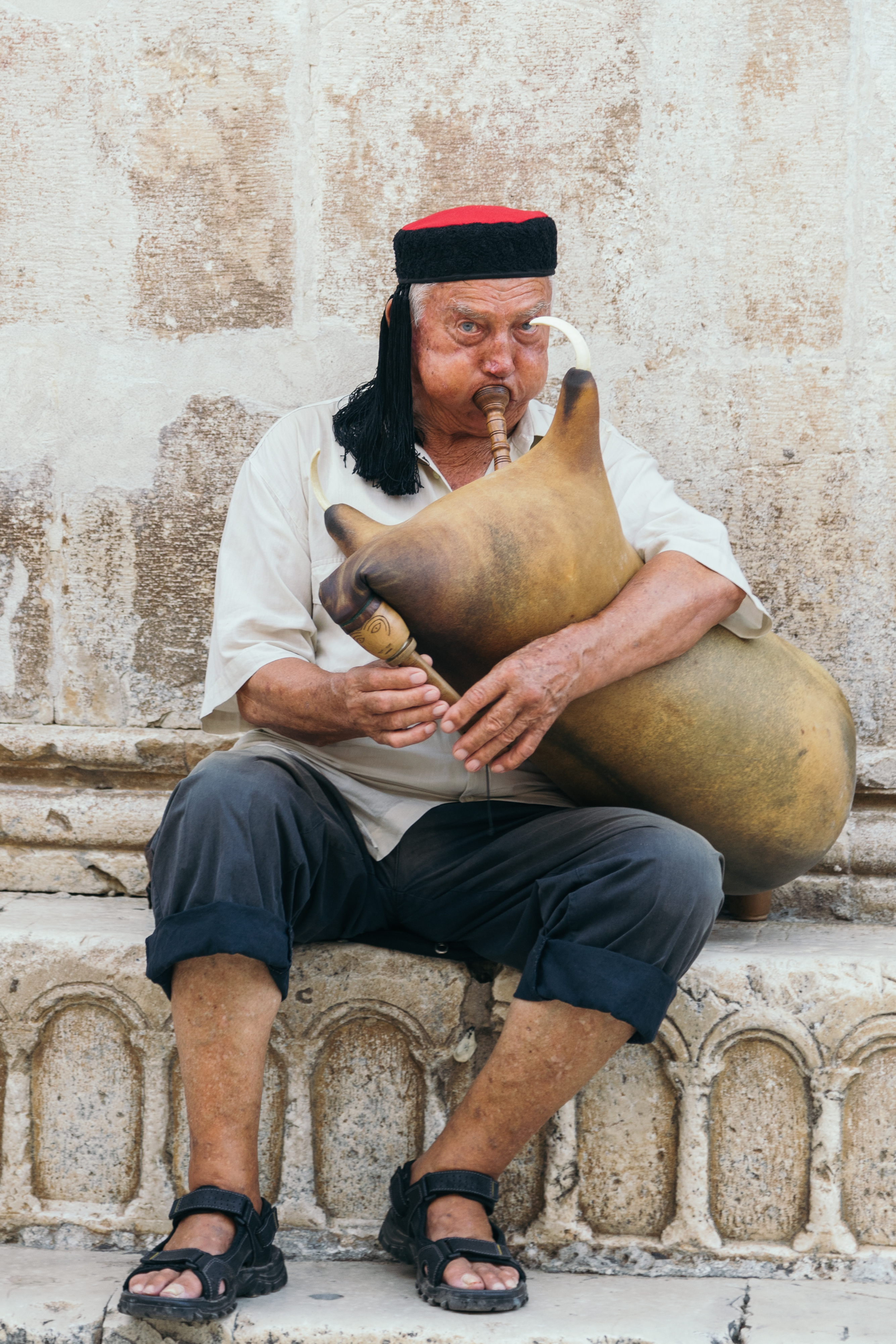
Gaida Croàcia

### Balcans
- Gaida (també la gran kaba gaida de les muntanyes Ródope a Bulgària). És una cornamusa amb un grall i un bordó que es troba a Bulgària, Macedònia, Grècia i Albània.
- Irstarski mih, diple o piva d'Ístria: és una cornamusa croata amb doble grall i sense bordó. Els dos tubs del grall, paral·lels, estan tallats dins d'una única peça de fusta de forma prismàtica rectangular. Tenen llengüeta simple i fan servir l'escala ístria.
- Gajdy o gajde és el nom de diversos tipus de cornamuses pròpies de diversos indrets de l'est d'Europa tals com Polònia, Sèrbia, Eslovàquia i Croàcia.
- Duda, que s'empra en algunes zones de Croàcia.

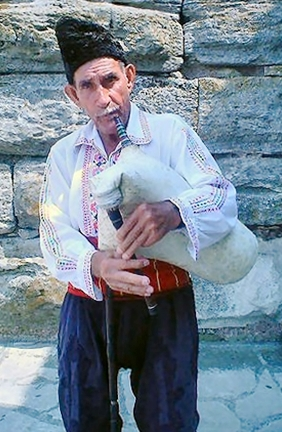
Sonador de Gaida, de Bulgària
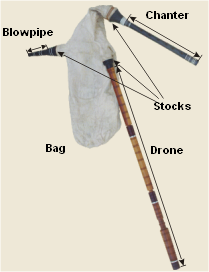
Gaida de Bulgària
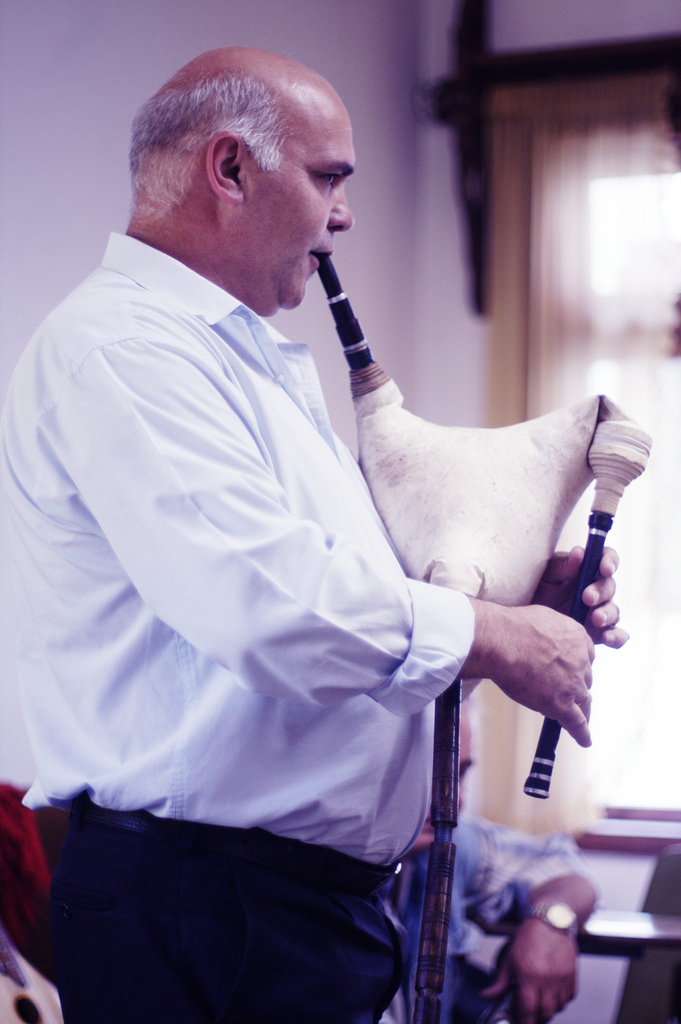
Sonador de Gaida, de Bulgària
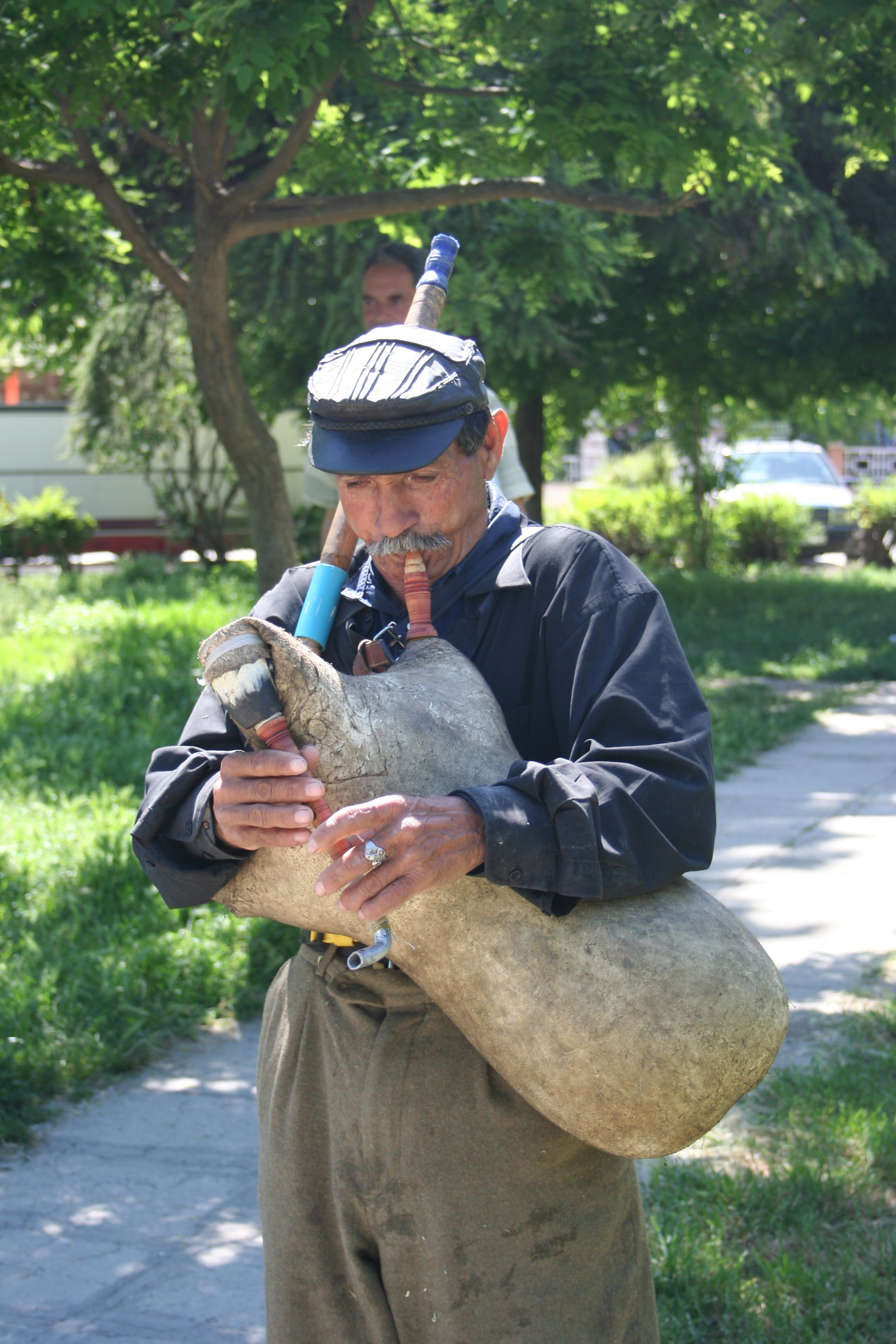
Cornamusa albanesa
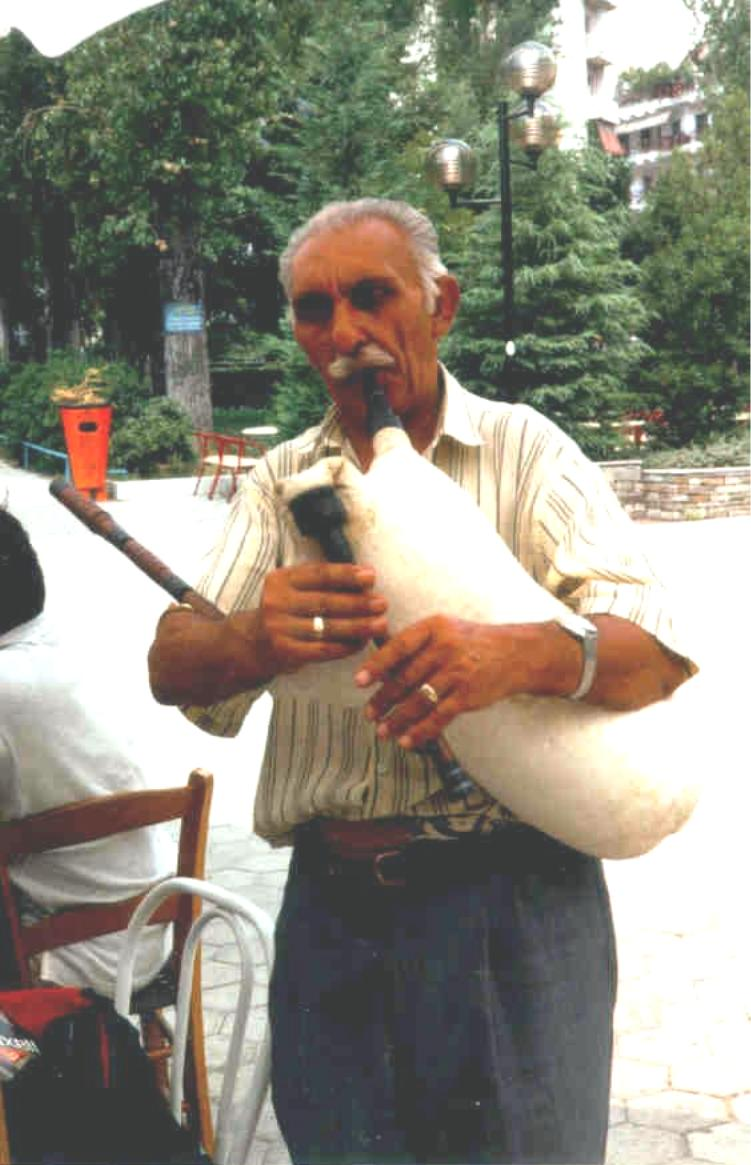
Gaida de Macedònia
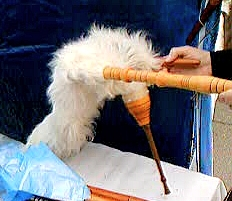
Cimpoi de Romania
Cimpoi de Romania
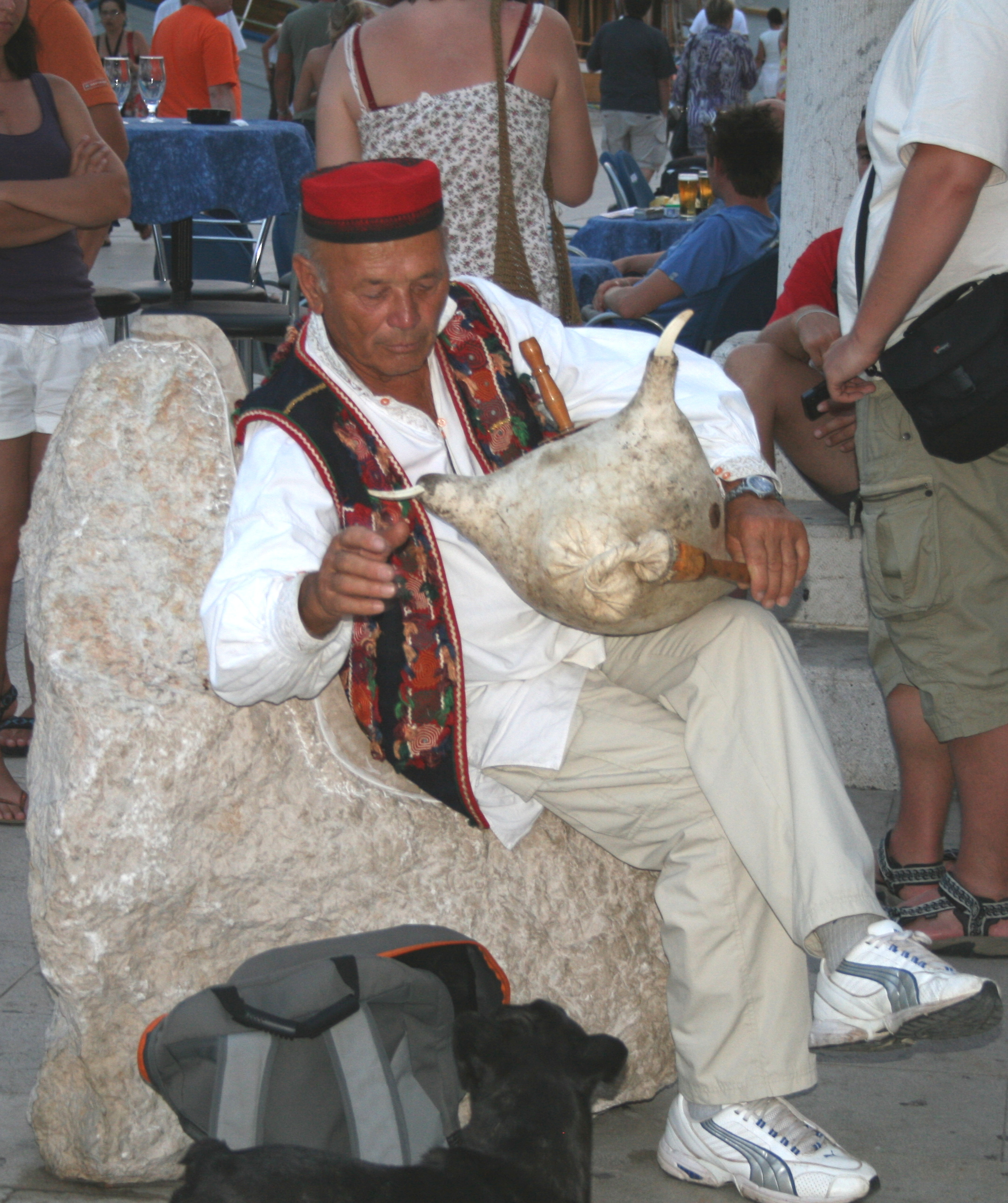
Piva o mih de la Regió d'Ístria

### Polònia

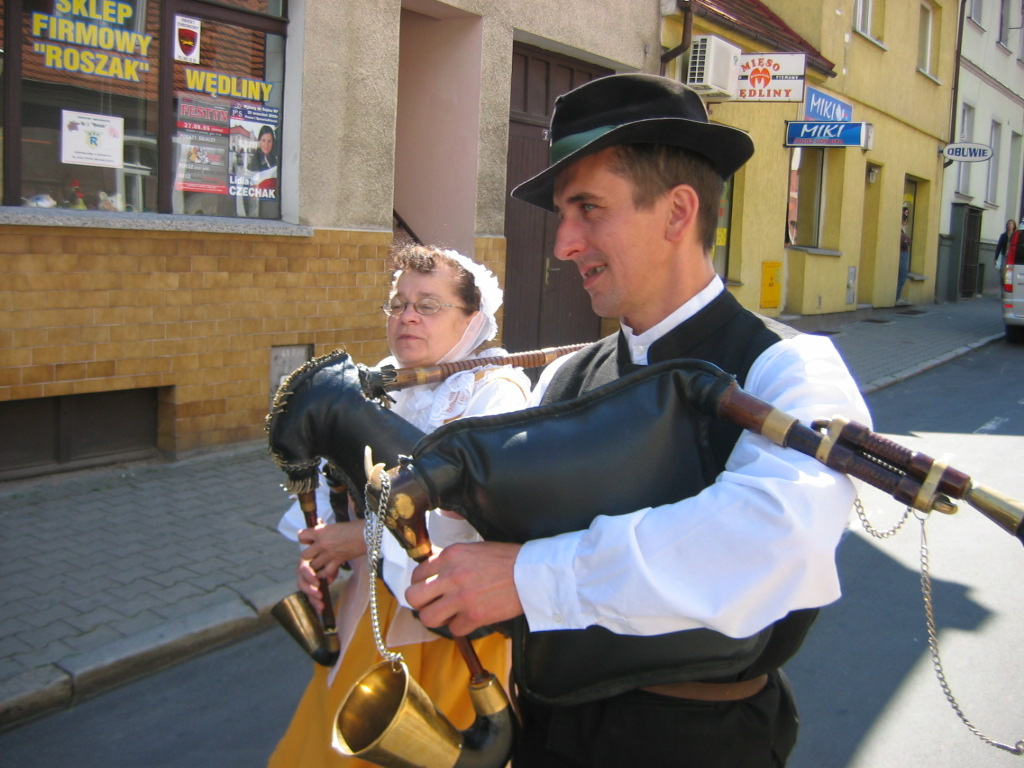
Dudy de Polònia

Els noms genèrics de cornamusa en polonès són kozioł (buck), gajdy o koza (cabra), que a vegades erròniament s'escriu kobza. S'utilitzen en la música folklòrica de Podhale, Żywiec Beskids, Cieszyn Silesia i sobretot a la Gran Polònia on es coneixen quatre grans tipus bàsics de variants de cornamuses:
- Dudy wielkopolskie (Cornamusa de la Gran Polònia) amb dos subtiopus: Rawicz-Gostyń i Kościan-Buk
- Kozioł biały weselny o simplement kozioł biały (Cabra blanca de festa de noces o simplement cabra blanca, sempre en referència al material amb el qual es fa el bot).
- Kozioł czarny ślubny o simplement kozioł czarny (igual que abans però en negre).
- Sierszeńkis.

Al sud de la regió de Podhale hi ha un tipus de "dudy" que es coneix amb el nom de koza o gajdzica.

### Rússia
- A algunes repúbliques de Rússia, als marges del riu Volga, són tradicionals alguns tipus de cornamuses peculiars, amb bots fets de bufetes de vaca o cavall i grall doble de canyes simples, finalitzat amb una banya llarga que fa de resonador. El seu so pot resultar molt estrident i desafinat per a qui no estiga familiaritzat. A la República de Marí El s'anomenen shuvyr (marí: шÿвыр), i a Txuvàixia, shapar o shojor.
- Les poblacions greques de la Mar d'Azov conserven un tipus de gaida de factura més rústica que la tràcia o la macedònica.

## Europa meridional

### Península ibèrica
- Gaites espanyoles i portugueses: "gaita", gaita-de-fole, gaita de boto, sac de gemecs, gaita de fol i gaita de fuelle són termes genèrics per a la cornamusa en castellà, gallec, asturià, català i aragonès per a diferents tipus de cornamuses utilitzades a Galícia, Astúries, Cantàbria, Catalunya, Aragó i les regions i comarques portugueses de Tras-os-Montes e Alto Douro, Estremadura, Minho-Lima i Beira Litoral. Cada zona dona aquest nom genèric al seu tipus propi de cornamusa: gaita galega (Galícia), gaita transmontana (Trás-os-Montes, Portugal), gaita asturiana (Astúries), gaita sanabresa (Sanàbria), sac de gemecs (Catalunya), xeremies (Mallorca), gaita de boto (Aragó), etc. La majoria tenen un grall amb tub de perforació cònica amb una segona octava incompleta que s'obté augmentant la pressió del buf. S'han fet molt populars en els darrers anys diferents grups tocant aquests instruments i en alguns zones s'han organitzat en forma de bandes.
- Sac de gemecs o xeremies, la cornamusa de Catalunya i Mallorca. Un tipus de cornamusa molt semblant s'usa a Mallorca on rep el nom, sempre en plural, de xeremies; interpreta juntament amb el flabiol i el tamborí.
- A la Vall d'Aran s'ha recuperat recentment l'anomenat bot aranès. És una cornamusa molt senzilla i rústica, amb grall cilíndric de llengüeta simple, molt llarga. La sonoritat d'aquest instrument és molt greu però dolça. No té cap bordó.
- Gaita gallega: és el tipus de cornamusa utilitzada en la música tradicional de Galícia i Minho-Lima, a Portugal.
- Gaita riojana o gaita de bota: pròpia de La Rioja, és molt semblant a la gaita gallega.
- Bot de Pallars: tipus de sac recuperat pel luthier Pierre Rouch a partir dels bordons (dels quals el petit és fals) i d'un tros de grall, que es van trobar a Sarroca de Bellera. És de canya doble. L'Ecomuseu d'Esterri d'Àneu va començar a fer classes d'aquest instrument l'any 2014.

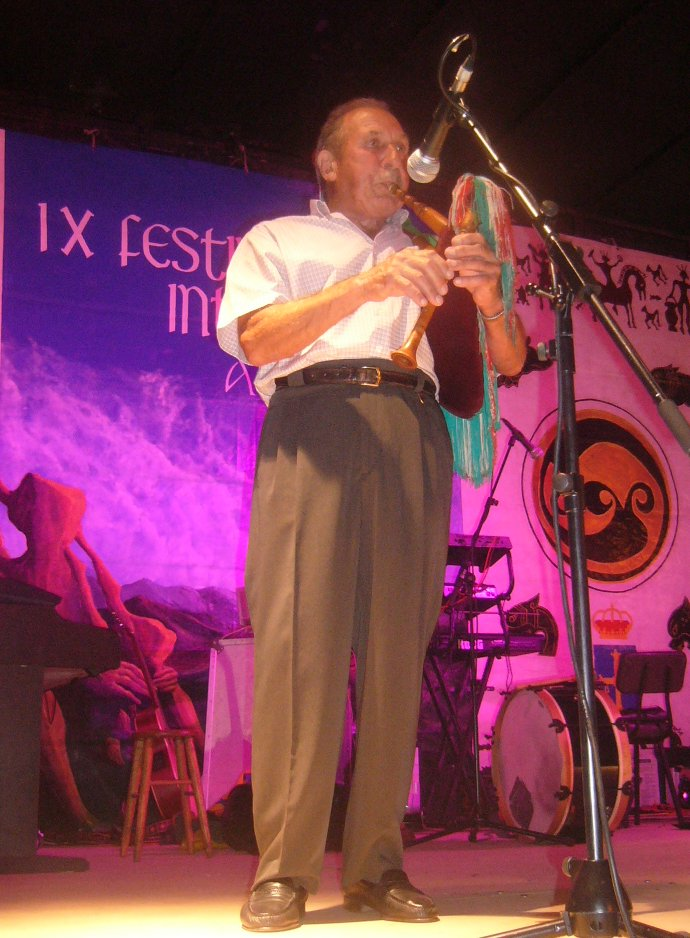
Gaita asturiana
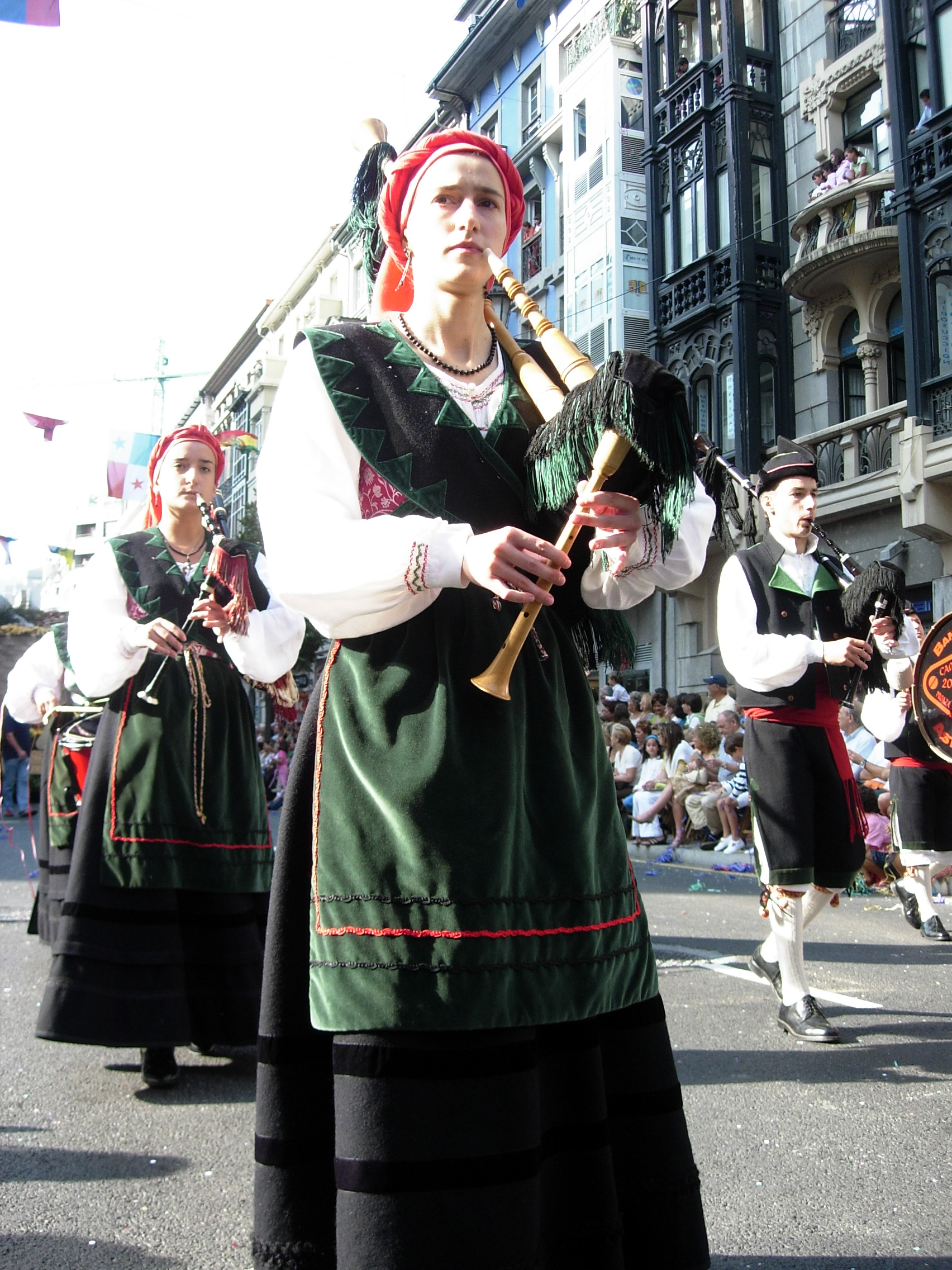
Gaita asturiana
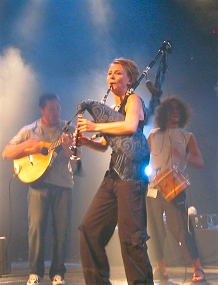
Gaita gallega
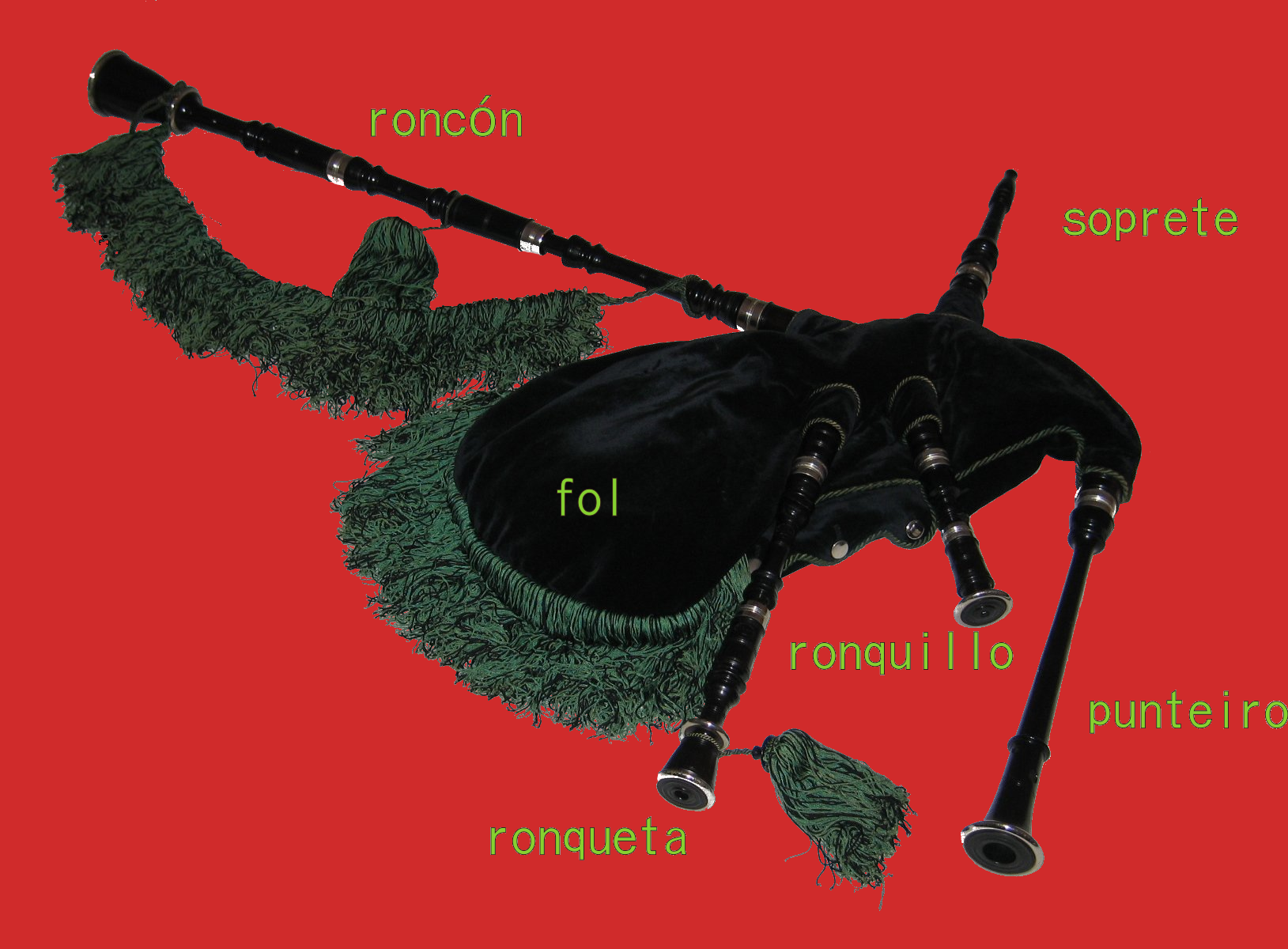
Gaita gallega
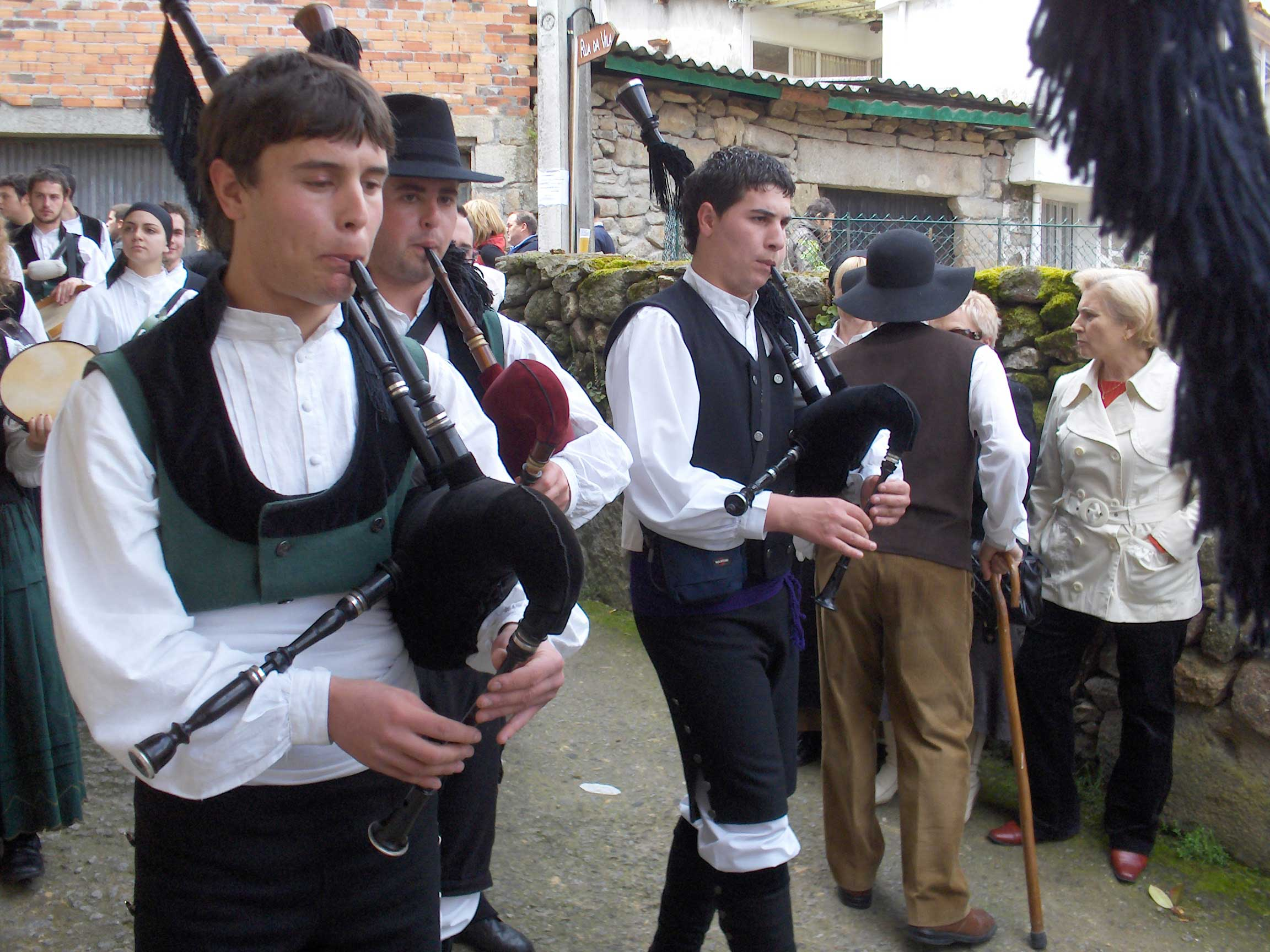
Gaites gallegues
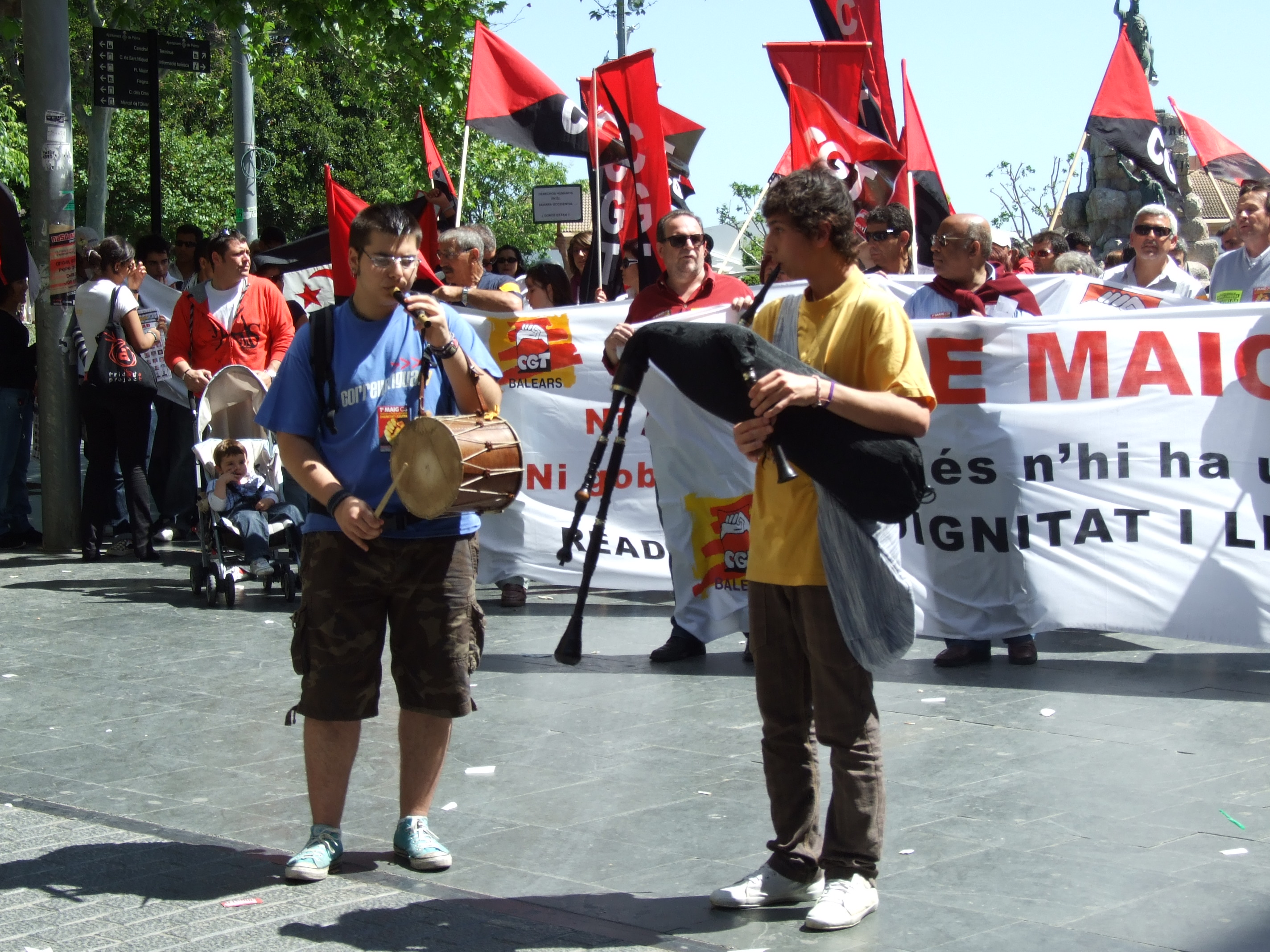
Xeremies de Mallorca
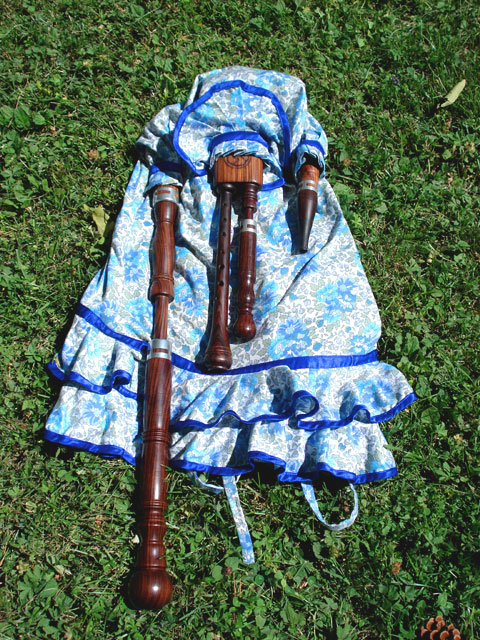
Gaita de boto, d'Aragó
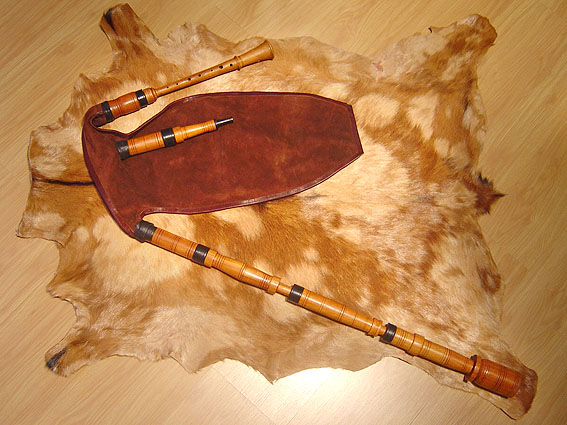
Gaita transmontana
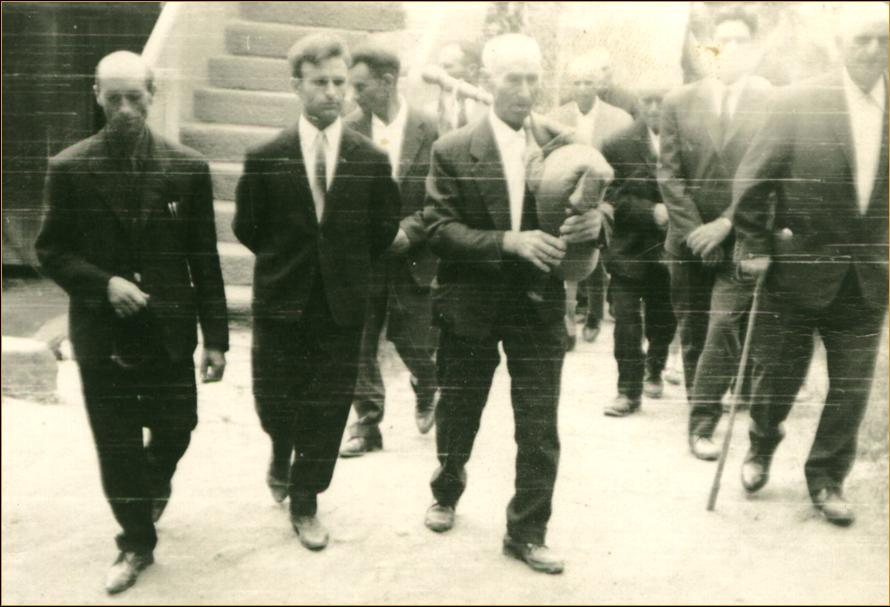
Gaita sanabresa
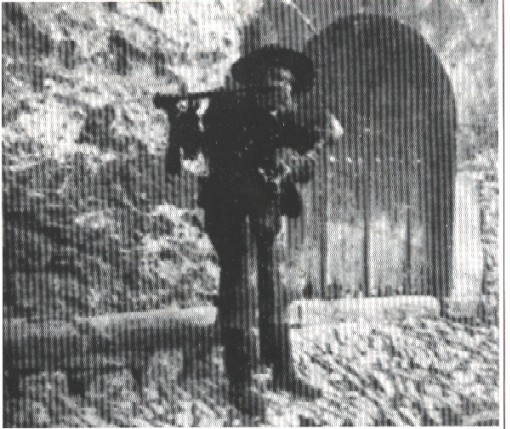
El tío Frescas, gaiter de Ventrosa (La Rioja), vers el 1920, tocant una gaita riojana

### Itàlia
- Zampogna és el nom genèric per a la cornamusa italiana, que es troba en diferents afinacions, dos gralls (en diferents regions de lpaís) i d'un a tres bordons (en alguns casos, el bordó simple pot sonar a la quinta de la nota fonamental del grall). El seu avantpassat podria ser el Launeddas, que avui es troba només a Sardenya; Tot i que estrictament no és una cornamusa atès que no té sac, es toca bufant amb respiració circular. Té dos grall i un bordó, tots amb llengüeta simple. Les seves dimensions poden variar des d'uns 30 cms. fins a gairebé un metre de llarg.
- Surdulina, és un tipus de zampogna petita pròpia de Sicília.
- Piva, del nord d'Itàlia (Bèrgam, Emília-Romanya). Amb un grall, un bordó, canyes dobles, que sovint toca acompanyat del piffero. El tipus antic de Begamo rebia el nom de Baghèt.
- Baghèt: una cornamusa semblant a la piva, que es toca a la regió de Bèrgam (vegeu: lmo:Baghèt)

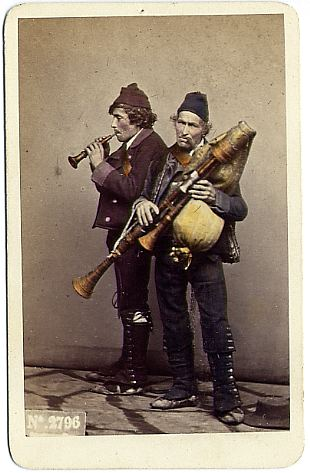
Zampogna
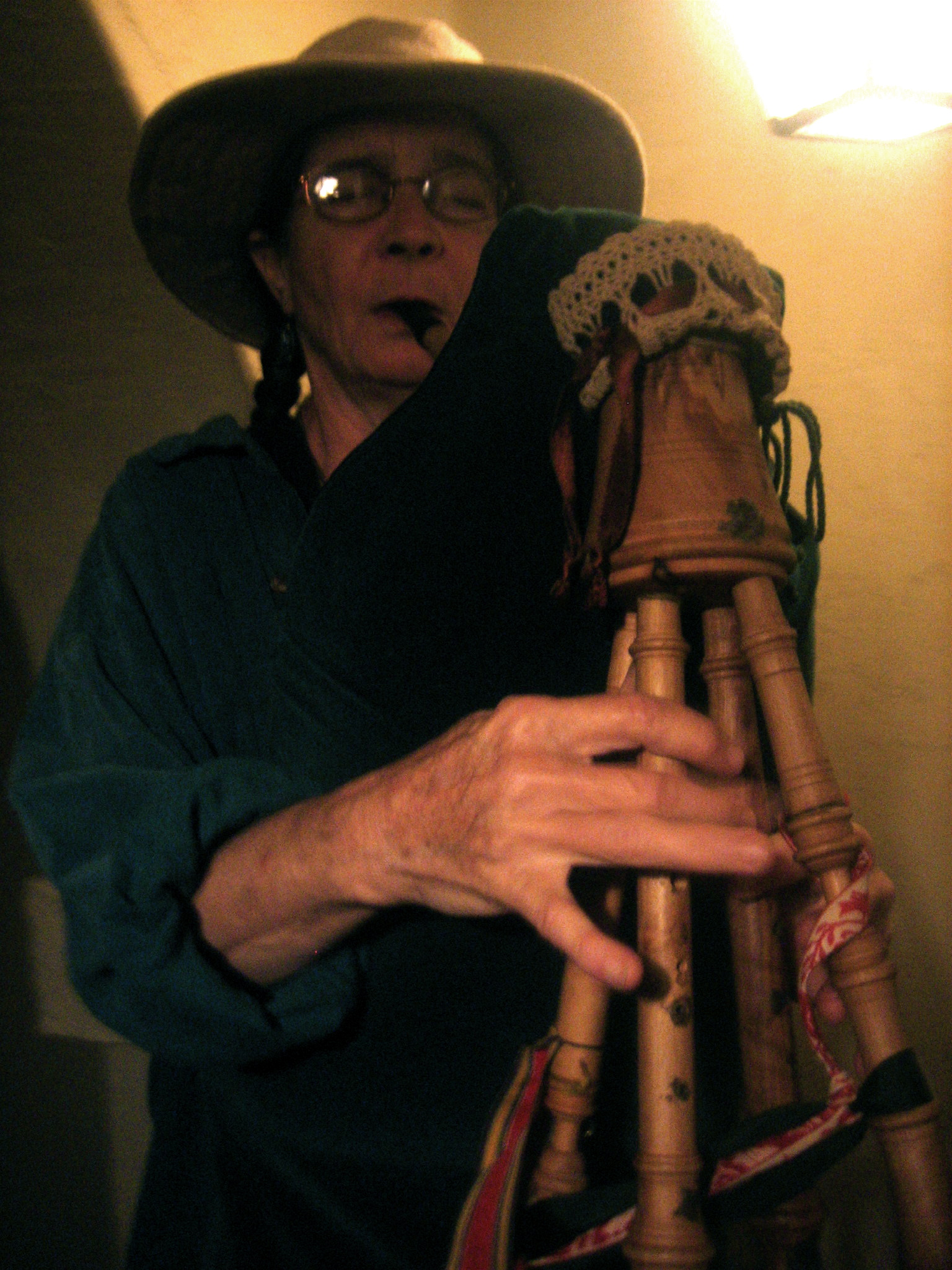
Zampogna

### Malta
- Żaqq (amb article definit: iż-żaqq): és la forma més comuna de cornamusa d'aquella illa: amb doble grall de llengüeta simple i sense bordó

### Grècia

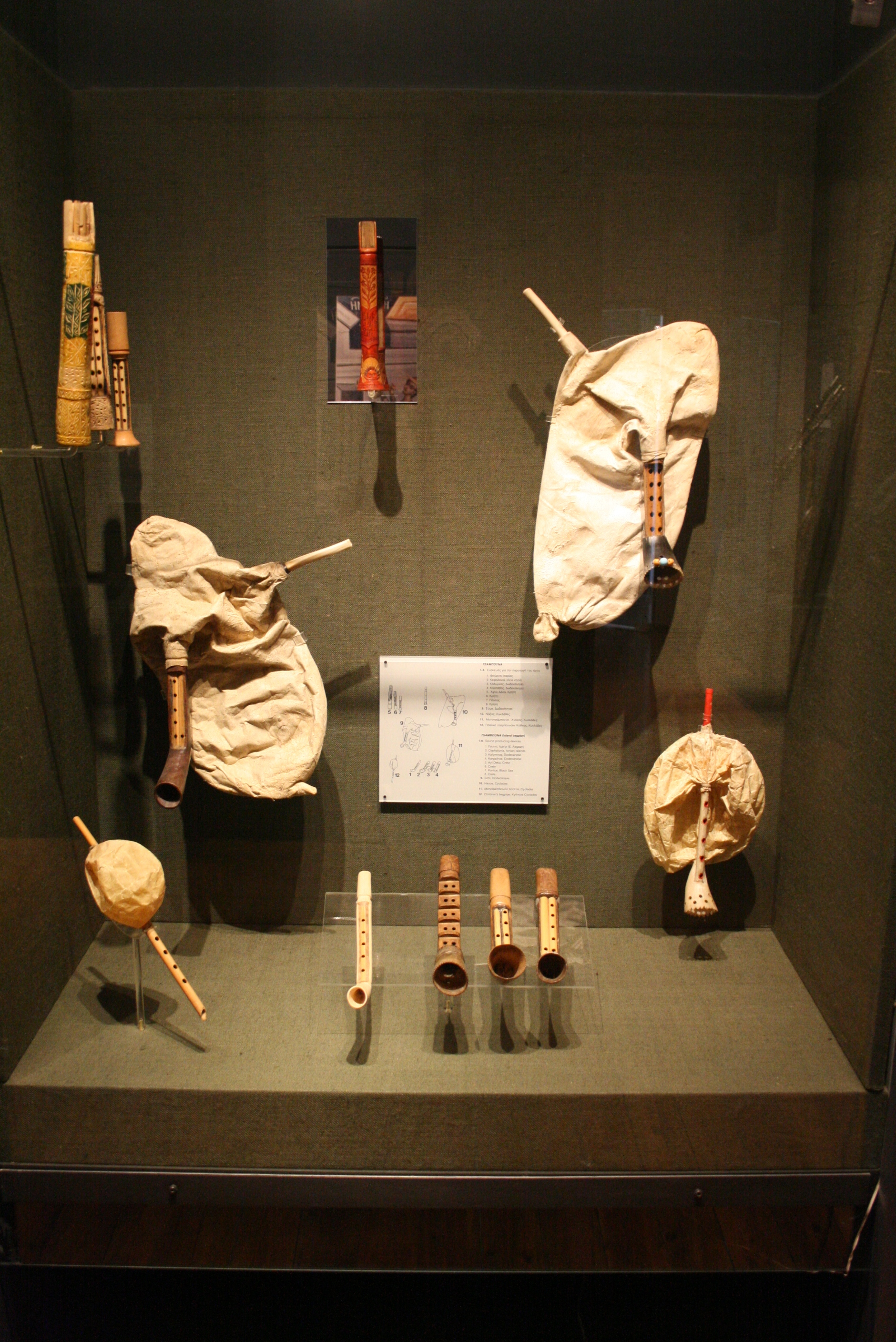
Tsambounas i gralls de tsambouna al Museu d'instruments tradicionals grecs d'Atenes

- La gaida del tipus macedònic esmentat abans és també pròpia del nord i l'est de Grècia.
- Askomandoura (en grec: ασκομαντούρα): cornamusa de Cretaphoto
- Tsambouna (en grec: τσαμπούνα): cornamusa de les illes gregues amb doble grall, sense bordó i un bot fet amb una pell de cabra sencera.
- Monotsabouno: també de les illes greques, té un únic grall fet de canya i el bot està confeccionat amb una bufeta de porc.

## Àsia

### Anatòlia

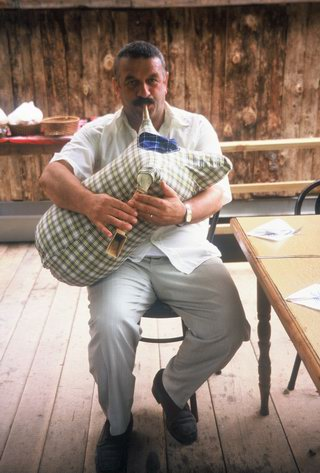
Tulum de Turquia

- Dankiyo: Un mot d'origen pòntic per denominar la cornamusa, que es fa servir a la província de Trebisonda a Turquia.
- Tulum: cornamusa amb doble grall i cap bordó, de les províncies turques de Rize i Artvin. Normalment la toquen els Laz i els Hamshenis.
- Gaida: Normalment usada pels tracis, els turcs i els Pomaks a Turquia.

### El Caucas
- Parkapzuk (en armeni: Պարկապզուկ): un tipus de cornamusa sense bordó propi d'Armènia.
- Gudastviri (en georgià: გუდასტვირი): amb doble o triple grall i es toca a Geòrgia.
- Chiboni (en georgià: ჭიბონი): també originària de Geòrgia, però més senzilla i rústica que el gudastviri. És quasi idèntica a la tsambouna de les illes gregues. Video chiboni, gudastviri i parkapzuk:

### Golf Pèrsic
- Habban (àrab: نابح): un terme genèric que cobreix molts tipus de cornamuses, incloses cornamuses beduïnes de Kuwait i una versió moderna de la Great Highland Bagpipe que es toca a Oman.
- Jirba (ةبرق): Un tipus de cornamusa sense bordó i amb dos gralls, originàriament tocada per la minoria iraniana de Bahrain.

### Iran
- Ney anban (Persa:  نابنا ین): Cornamusa persa del sud de l'Iran; sac fet amb una pell d'animal.

### Índia
- Shruti és la cornamusa tradicional d'algunes regions de l'Índia. És molt semblant a la cornamusa persa. Malauradament el seu ús ha declinat degut a la forta implantació de la cornamusa escocesa.

## Nord d'Àfrica

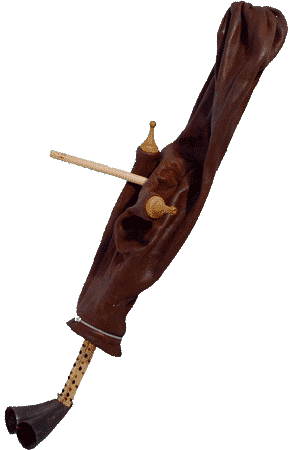
Mizwad de Tunísia

- Mizwad (en àrab: مزود; plural مزاود mazāwid): cornamusa de Tunísia amb dos gralls acabats amb sengles banyes de vaca.
- Zokra (en àrab زكرة): un tipus de cornamusa famós a Líbia, amb dos gralls, cada un acabat amb una banya de vaca.